# Gueugnon
 (janvier 2020).
Si vous disposez d'ouvrages ou d'articles de référence ou si vous connaissez des sites web de qualité traitant du thème abordé ici, merci de compléter l'article en donnant les références utiles à sa vérifiabilité et en les liant à la section « Notes et références ».
 (janvier 2020).
Gueugnon est une commune française, chef-lieu d'un canton regroupant vingt communes, située dans le département de Saône-et-Loire en région Bourgogne-Franche-Comté.
À Gueugnon, dans un méandre de l'Arroux, le marquis Jean Hector de Faÿ de La Tour-Maubourg, futur maréchal de France (1757), crée en 1724 les premières forges et fonderies. Ces installations, les célèbres Forges de Gueugnon, allaient faire de Gueugnon, ville de 9 000 habitants à l’époque, le « leader mondial de l’acier inoxydable » au XXe siècle.
Actuellement, le site de Gueugnon est propriété de la société Aperam, filiale d'ArcelorMittal. L'usine est délimitée à l'est par une rivière, l'Arroux, source d’eau utilisée pour alimenter le site industriel.

## Géographie

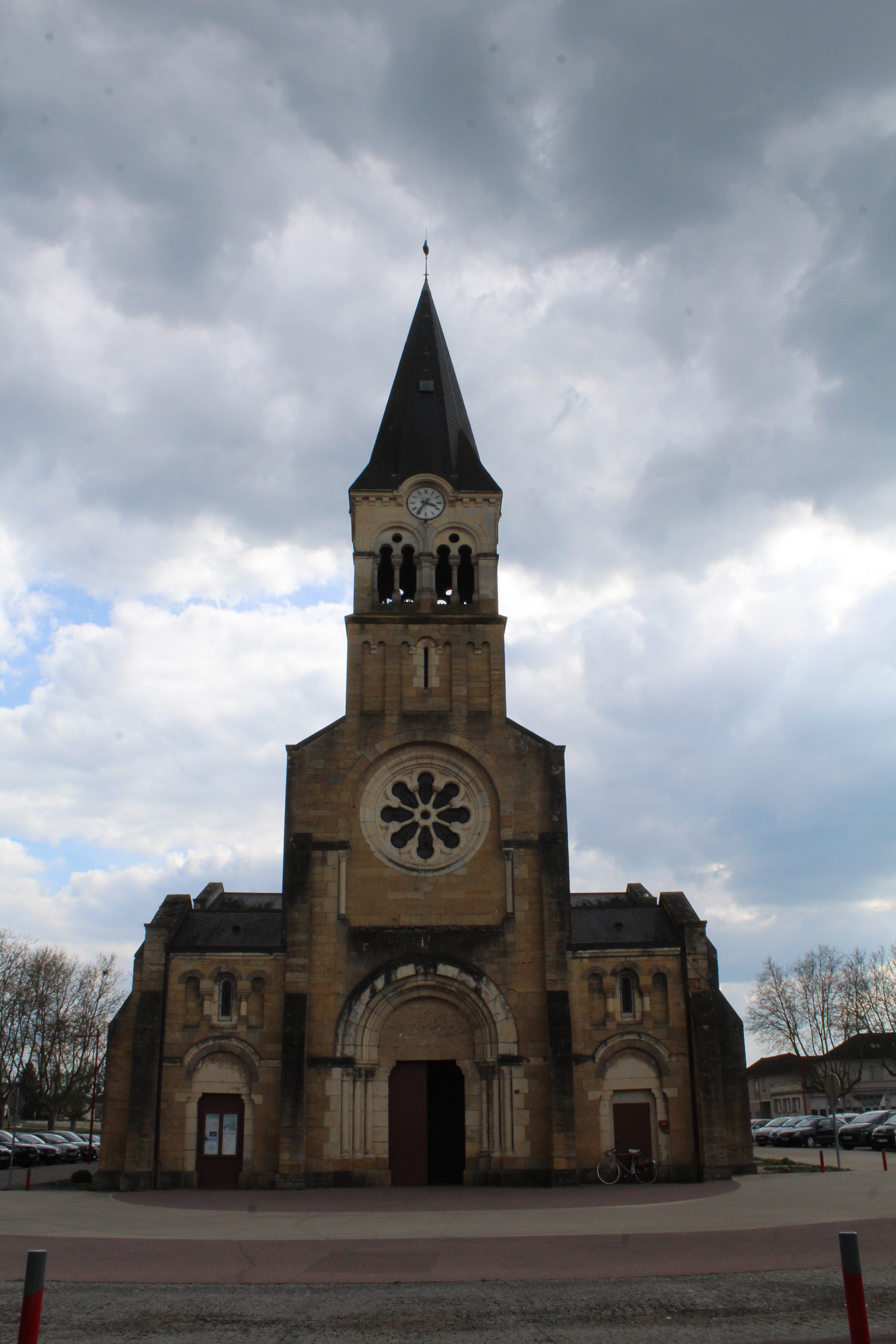
Façade de l'église.

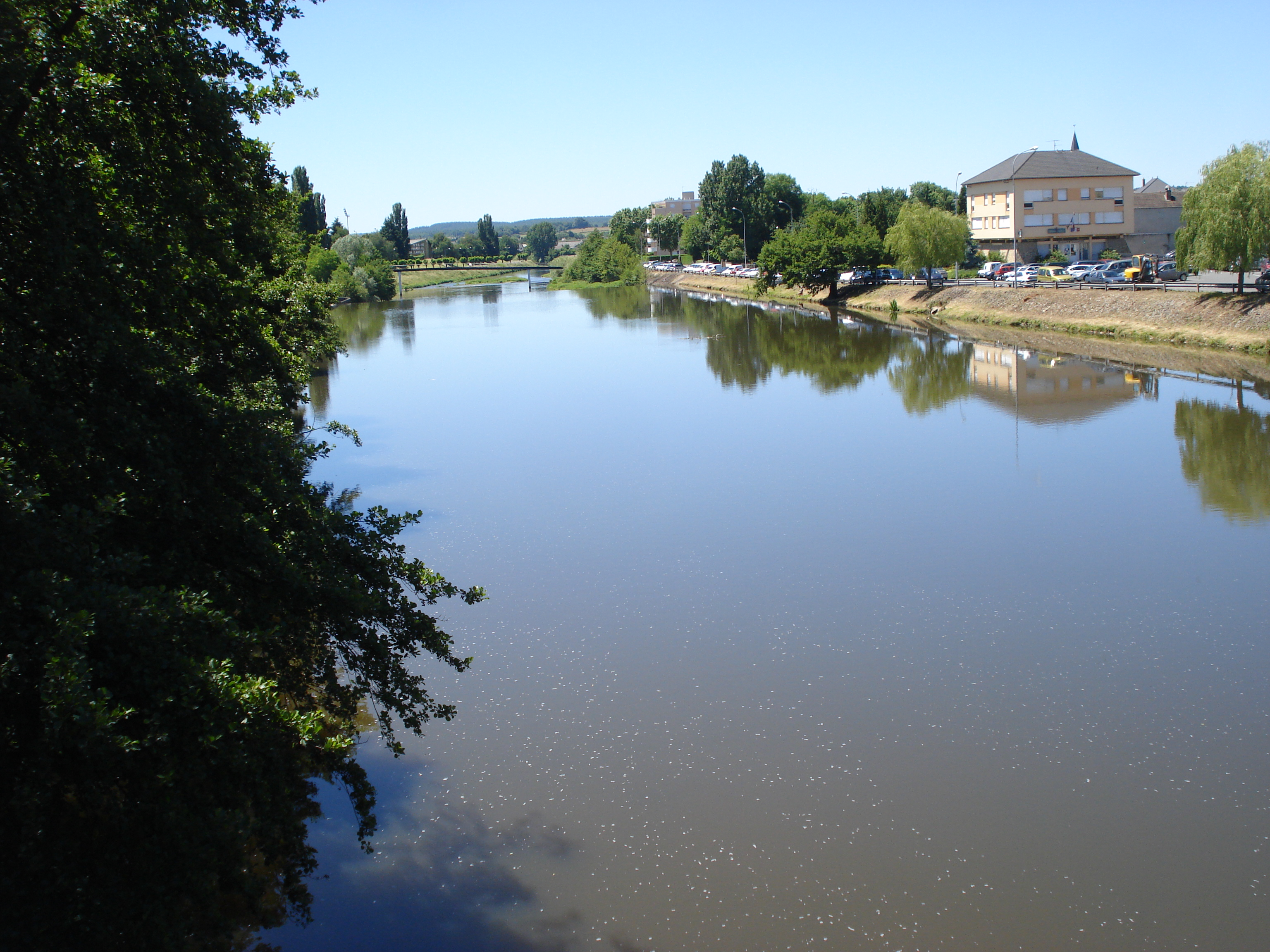
L'Arroux à Gueugnon.

### Situation
Gueugnon se trouve dans l'ouest de la Saône-et-Loire (71), à 17 km de l'Allier au sud-ouest et 24 km de la Nièvre au nord-ouest. Traversée par l'Arroux, Gueugnon se trouve à peu près sur une ligne droite entre Dijon (140 km au nord-est) et Clermont-Ferrand (162 km au sud-ouest) et au carrefour de trois régions naturelles : Morvan, Charolais et Sologne bourbonnaise. Lyon est à 154 km au sud-est.

### Hydrographie
La ville de Gueugnon est nichée dans la plaine constituée par la vallée du cours moyen de l'Arroux (que beaucoup voient comme « la colonne vertébrale » de Gueugnon). Cette rivière morvandelle, qui descend des étangs d'Arnay-le-Duc, traverse la ville du nord au sud. La ville de Gueugnon a pu se développer sur les deux plaines s'étirant des rives de l'Arroux : la plaine des Gachères sur la rive droite jusqu’au pied des collines des Contettes et des Essanleys, et la plaine du Fresne (ou Vieux-Fresne) sur la rive gauche jusqu'au pied des collines du Bois du Comte et de la Couche au Chevallier.
Dans cette partie de son parcours gueugnonnais, la rivière reçoit peu d'affluents si ce n'est, sur la rive droite, les ruisseaux descendus des pentes encaissées de La Chapelle-au-Mans : ruisseau du Burot (ou du Beurot ou de la Valette), du Plessy, de l'Embouche et du Reuil, et ceux venus des communes de Curdin et Rigny-sur-Arroux : ruisseau du Pont et du Ropenot. La rive gauche compte beaucoup moins d'affluents avec les trois seuls ruisseaux du Gorat, Baulon ou Robolin et de Clessy. L'Arroux au niveau de Gueugnon est riche en biodiversité. Selon la classification de Huet, elle est en même temps dans la zone à ombres, la zone à barbeaux et à brèmes. Deux barrages sont présents sur le cours de l'Arroux et ralentissent la progression des saumons présents sur le bassin. En réponse à ce problème, deux passes à poissons ont été installées et une station de comptage a été mise en place.

### Relief
Les hauteurs voisines des Contettes, des Essanleys, du Chenolot, de Mercully et du Breuil à l'ouest ainsi que les hauteurs du bois Clair, du bois de Lagland, de la Couche au Chevalier, de la Goutte Fleuret, du bois du Comte, du bois Messard et du bois de Chazé à l'est, bordent la rivière et s'inclinent progressivement jusqu'à ses berges.
Les mosaïques de Bois du Breuil et des Essanleys s'incrustent dans celles des prés et des cultures qui s'avancent presque jusqu'aux rives de l'Arroux.
Sur la ville même de Gueugnon, le point le plus haut est à 295 mètres au Bois de la Couche au Chevalier (allée des Charmilles) tandis que le point le plus bas est à 240 mètres à La Fourrier au bord de l'Arroux (derrière le magasin Intermarché).

### Communes limitrophes
Gueugnon est limitrophe de sept communes. Ces communes sont de petits villages ne comptant que quelques centaines d'habitants. Signalons que Rigny-sur-Arroux, bien que faisant partie du canton de Gueugnon, possède un code postal différent du fait de son rattachement au centre postal de Digoin.

### Géologie
La vallée de l'Arroux sur le territoire de Gueugnon est constituée de limon (sables et cailloutis peu altérés) ou plus généralement par du sable fin.
Cette vallée est bordée de grès rouge (saxonien) et d'argiles de couleurs rougeâtres ou verdâtres, associés à des conglomérats contenant des galets de granite et de schistes anciens (notamment sur les hauteurs bordant la rive droite). Ces affleurements schisteux sont discontinus, masqués sur d'assez larges surfaces par les alluvions du Pliocène et du Quaternaire.
Sur la partie est du territoire de Gueugnon, nous découvrons une zone de marnes et de calcaires à bélemnites de 50 à 60 mètres de profondeur, qui s'étend ensuite largement sur les communes d'Oudry, Clessy et Marly-sur-Arroux. La couche supérieure est composée de calcaires compacts de peu d'épaisseur avec de grands fossiles, formant un escarpement sur les flancs des collines liasiques. Au milieu, apparaît une épaisseur en pourtours de marnes jaunes micacées peu fossilifères. La couche inférieure est composée de calcaires fossilisés pétris de bélemnites, renfermant de nombreux nodules de phosphate de chaux. Ces derniers ont d'ailleurs été exploités dans les fours à chaux de Clessy.
On découvre également de petites zones d'éboulis à proximité du Breuil, sur la partie sud-ouest de la commune. Ces dépôts proviennent des altérations sur place des failles jurassiques qui recouvrent les plateaux et tapissent les pentes. Le calcaire disparu, les silex sont restés. Les uns sont demeurés sur les plateaux, les autres ont glissé le long des pentes.
À l'extrême sud de la commune, sur les collines de la rive gauche qui appartiennent au complexe mio-pliocène des « sables et argiles des plateaux », s'étendent des formations qu'on rattache au Plaisancien, à Elephas méridionales. On y trouve un mélange de failles jurassiques et de silex crétacés qui témoignent de l'importance des ablations survenues dans la région.
La nature des éléments qui constituent les sables et les cailloutis est variable. Elle dépend essentiellement de la géologie des terrains qui forment la bordure : ainsi les argiles réfractaires ne se trouvent qu'au voisinage des grès rouges ou des terrains anciens. Au sud-est de la commune peu près la limite avec la commune de Clessy, existe une zone de calcaire jaunâtre miroitant, compact avec débris d'entroques, très exploitée depuis l'époque gallo-romaine jusqu'en 1930.

### Minéralogie
On trouvre de la barytine, de la calcédoine et du jaspe un peu partout dans la vallée de l'Arroux ; de la calcite et du quartz sur les hauteurs délimitant la limite de la commune avec celles de Clessy et Chassy (également Rigny-sur-Arroux pour le quartz) ; et bien sûr du silex sous forme de nodules en quantités importantes.[réf. nécessaire]

### Paléontologie
On trouve beaucoup de fossiles dans la carrière bleue de Clessy. La couche exploitée de calcaire bleuâtre (calcaire à gryphées) a une épaisseur de plusieurs mètres. On retrouve cette assise calcaire à Marly-sur-Arroux (où on trouve également du calcaire à bélemnites très fossilifères) et à Oudry.

### Climat
Pour des articles plus généraux, voir Climat de la Bourgogne-Franche-Comté et Climat de Saône-et-Loire.
En 2010, le climat de la commune est de type climat océanique dégradé des plaines du Centre et du Nord, selon une étude du Centre national de la recherche scientifique s'appuyant sur une série de données couvrant la période 1971-2000. En 2020, Météo-France publie une typologie des climats de la France métropolitaine dans laquelle la commune est exposée à un climat océanique altéré et est dans la région climatique Centre et contreforts nord du Massif Central, caractérisée par un air sec en été et un bon ensoleillement.
Pour la période 1971-2000, la température annuelle moyenne est de 10,9 °C, avec une amplitude thermique annuelle de 16,9 °C. Le cumul annuel moyen de précipitations est de 846 mm, avec 11,9 jours de précipitations en janvier et 7,4 jours en juillet. Pour la période 1991-2020, la température moyenne annuelle observée sur la station météorologique de Météo-France la plus proche, « Cressy », sur la commune de Cressy-sur-Somme à 18 km à vol d'oiseau, est de 12,0 °C et le cumul annuel moyen de précipitations est de 915,9 mm. 
La température maximale relevée sur cette station est de 41,1 °C, atteinte le 24 juillet 2019 ; la température minimale est de −22 °C, atteinte le 16 janvier 1985,,.
Les paramètres climatiques de la commune ont été estimés pour le milieu du siècle (2041-2070) selon différents scénarios d'émission de gaz à effet de serre à partir des nouvelles projections climatiques de référence DRIAS-2020. Ils sont consultables sur un site dédié publié par Météo-France en novembre 2022.

## Urbanisme

### Typologie
Au 1er janvier 2024, Gueugnon est catégorisée petite ville, selon la nouvelle grille communale de densité à sept niveaux définie par l'Insee en 2022.
Elle appartient à l'unité urbaine de Gueugnon, une unité urbaine monocommunale constituant une ville isolée,. Par ailleurs la commune fait partie de l'aire d'attraction de Gueugnon, dont elle est la commune-centre,. Cette aire, qui regroupe 12 communes, est catégorisée dans les aires de moins de 50 000 habitants,.

### Occupation des sols
L'occupation des sols de la commune, telle qu'elle ressort de la base de données européenne d’occupation biophysique des sols Corine Land Cover (CLC), est marquée par l'importance des territoires agricoles (59 % en 2018), en diminution par rapport à 1990 (62,8 %). La répartition détaillée en 2018 est la suivante : prairies (44,8 %), zones agricoles hétérogènes (14,2 %), zones urbanisées (14 %), forêts (13,3 %), zones industrielles ou commerciales et réseaux de communication (6,7 %), eaux continentales (4,9 %), mines, décharges et chantiers (1,1 %), espaces verts artificialisés, non agricoles (1,1 %). L'évolution de l’occupation des sols de la commune et de ses infrastructures peut être observée sur les différentes représentations cartographiques du territoire : la carte de Cassini (XVIIIe siècle), la carte d'état-major (1820-1866) et les cartes ou photos aériennes de l'IGN pour la période actuelle (1950 à aujourd'hui).

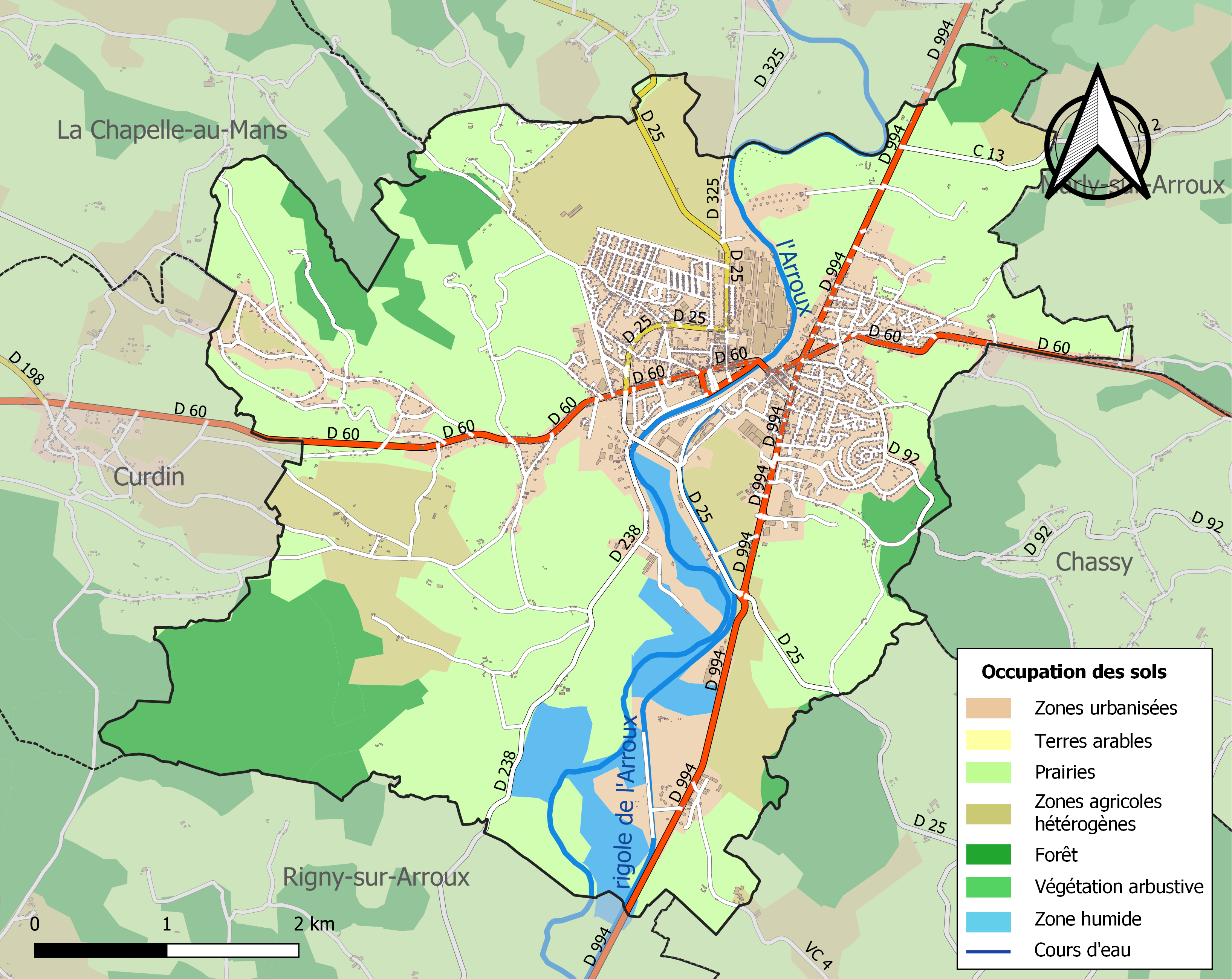
Carte des infrastructures et de l'occupation des sols de la commune en 2018 (CLC).

## Toponymie
Le nom de la ville fut à l'origine de ce que les Gueugnonnais appellent « la légende du passeur » : « dans le patois charolais, le mot gueugner signifie geindre, gémir languissamment. Or, comme autrefois, il n'y avait pas de pont sur l'Arroux en cet endroit, il fallait attendre le batelier et sa barque, il fallait, par conséquent, languir, gémir, geindre ou gueugner : de là le mot Gueugnon ». Cette explication relève de la plus haute fantaisie, puisque inventée de toutes pièces par le curé Chaumet en 1872 dans son registre de la paroisse. Vouloir ainsi expliquer le mot Gueugnon par un mot même patois, lui ressemblant, c'est faire fi des actes officiels qui existent bel et bien.
En 876, dans la charte de fondation du prieuré de Perrecy, Gueugnon est un petit village appelé Quininum. Ce nom semble venir d'un ancien domaine rural gallo-romain appartenant à un riche propriétaire terrien nommé sans doute Quininus (vraisemblablement contemporain des ateliers de potiers du Fresne). Gueugnon n'a pas conservé ce nom bien longtemps, de la même façon que le latin a été remplacé par le français comme langue parlée.
Cette transformation n'a pas été brutale, mais au contraire étalée au cours des siècles (et là, le patois a joué un rôle important). Dans une charte plus tardive, datant du Xe ou XIe siècle (aux environs de l'an mil), le lieu est nommé Guinnum. Un texte médiéval, une « cherche des feux » (recensement fiscal) de 1397 l'appelle Guignon. En 1666, la grande enquête de l'intendant Bouchu précise que la paroisse de Gueugnon est formée de deux parties séparée par l'Arroux : la rive droite dépend du bailliage d'Autun, la rive gauche de celui de Charolles. Il y a donc eu deux enquêteurs : le premier écrit Queugnon (ou Quevgnon), le second écrit Geugnon. Enfin, sur les registres paroissiaux, les curés écrivent tantôt Gueugnon, tantôt Geugnon. Petit à petit, avec les règles d'orthographe, c'est la forme Gueugnon qui s'est imposée.

## Histoire

### Préhistoire
Les Gravoches de l'âge du bronze
En 2010, une fouille préventive au lieu-dit les Gravoches a dévoilé plus de 650 structures en creux (trous de poteau, fossés, fosses, fosses–silos), incluant les vestiges d'un bâtiment datant de la transition entre bronze moyen (1600-1350 av. J.-C.) et bronze final (culture des champs d'urnes) ; une petite nécropole de huit sépultures secondaires à crémation datant du bronze final IIb, incluant neuf personnes dont deux juvéniles ; et un habitat du haut Moyen Âge. Une fosse de la transition bronze moyen-bronze final, remplie de débris de céramique, correspondait probablement à un fond de bâtiment servant d’entrepôt pour des céramiques (voir aussi « Les Gravoches carolingiens » dans la section « Moyen Âge »).
Une des tombes de la nécropole est entourée par un cercle de poteaux, ce qui constitue une curiosité unique pour cette période.

### Antiquité

#### L'Atelier de poterie antique de Gueugnon
Le Vieux-Fresne (au sud de Gueugnon) occupe la plate rive gauche, non inondable ordinairement, de l'Arroux. En 1965, des pelleteuses y mettent au jour un premier four de potier gallo-romain et un superbe vase décoré. Le site se révèle être l'un des plus grands centres de production de céramique en Gaule romaine.
Cependant, malgré plusieurs fouilles archéologiques et des prospections magnétiques, l'emplacement des potiers du Fresne et leurs habitations restent inconnus. 
Les nombreuses pièces archéologiques (céramiques, métal et verre) et les structures découvertes prouvent que l'atelier des potiers de Gueugnon était déjà en activité au Ier siècle av. J.-C. En effet, il a été trouvé sous le niveau romain des fragments d'urnes montées à la main, des jattes carénées noires, des chenets tête de bélier qui sont de facture gauloise-éduenne.
Le Ier siècle apr. J.-C. voit la fabrication de céramiques communes : cruches en grande quantité et amphores vinaires d'un type spécifique à Gueugnon (ce qui tendrait à prouver que le vignoble bourguignon existait déjà et qu'il exportait sa production).
Les IIe et IIIe siècles marquent l'apothéose de l'atelier.[réf. nécessaire] Les céramiques sigillées (de couleur rouge-orangée), imitées des productions italiques et de la Gaule du Sud, sont alors produites sous forme de vases moulés à décors et de vases tournés et signés. Les céramiques à couverte métallescente (imitant le bronze) donnent lieu à la fabrication d'une grande quantité de gobelets à paroi fine ornés de guillochis, d'excisions ou d'applications de barbotine et de vases à déversoir en forme de tête de lion. Cette même époque voit la fabrication de nombreuses statuettes en argile blanche (Vénus, déesse-mère, animaux, etc).[réf. nécessaire]
Les deux plus célèbres pièces des fouilles de la plaine du Fresne sont le bol de Satto en céramique sigillée (découvert en 1970, datant de la fin du IIe siècle ou du début du IIIe siècle par le maître potier Satto) et la statuette de Vénus en terre cuite blanche (découverte en 1971, elle fait partie d'un lot de quatre statuettes trouvées assemblées dans un coffret de bois certainement en vue d'une expédition jamais effectuée). Les copies de ces deux pièces archéologiques furent offertes le 17 septembre 1985 au président François Mitterrand lors d'une visite sur le site de Bibracte, près d'Autun.
Des découvertes fortuites dans la plaine du Fresne et aussi aux lieux-dits « Thou, » et « Soulcy », entre 1808 et 1885, y ont fait resurgir les vestiges d'une activité gallo-romaine avec de nombreux débris de vases, des marbres brisés de toutes les couleurs, des conduits en plomb et surtout une grande quantité de monnaies romaines.[réf. nécessaire]
Deux habitats gallo-romains ont été découverts, l'un à Mercully et l'autre aux Terres Blanches,,.
Au lieu-dit Chazé (côté Est de l'Arroux), se trouvent les vestiges d'un bâtiment gallo-romain abandonné entre les IIe et IIIe siècles ; le nom « Chazé » vient du latin casa, casales qui signifie « cabane » ou « maison ».

### Moyen Âge

#### Mottes féodales et maisons-fortes
Le Sud du val d'Arroux fut longtemps sur la frontière qui séparait le royaume de France et son duché de Bourgogne du royaume d'Aquitaine. Cependant Gueugnon n'a pas possédé, à l'époque féodale, de grands châteaux-forts, genre forteresse ou castrum tels que ceux de certaines communes voisines (Bourbon-Lancy, la Motte-Saint-Jean, Les Guerreaux avec Morillon, Grury avec Montperroux et Faulin) bien que le territoire de Gueugnon fût partagé en plusieurs fiefs. Il est par contre riche en mottes féodales (notamment celles du Breuil et des Gachères) et en maisons-fortes. En effet deux forteresses (ou maisons-fortes) furent édifiées au XIVe ou XVe siècle : le Breuil (qui existe toujours) et les Essenleys (qui fut démantelé lors de la Révolution française de 1789).[réf. nécessaire]

#### Les Gravoches carolingiens
Le site des Gravoches, déjà occupé à l'âge du bronze, est habité à l'époque carolingienne par sept bâtiments de taille modeste - probablement des habitations - répartis en deux groupes de trois et quatre unités ; avec un bâtiment plus grand. Disséminés alentour, se trouvent plusieurs bâtiments de tailles et de formes variables, probablement à vocation agricole. On a aussi trouvé au nord-est du village trois fours à usage domestique, de facture classique pour cette période. Il existe également un fossé palissadé. (Voir aussi « Les Gravoches de l'âge du bronze » dans la section « Âge du Bronze ».)

#### Pirogue et embarcadère
Une pirogue monoxyle a été découverte en 1984 à 500 m en amont du site des Gavroches dans un ancien bras de l’Arroux près de Gueugnon, au lieu-dit le Champ-d’Argent. La pirogue mesure 8,97 × 0,75 × 0,48 m, avec un creux maximal de 0,35 m. Elle est proche d'un embarcadère fait de pieux ronds verticaux, alignés sur deux rangées distantes d’environ 1 m, espacés entre eux d’environ 2 m sur approximativement 15 m de long. Entre les pieux se trouvent des rondins fendus dont certains portent des trous réguliers d’environ 1,5 cm. Des analyses au carbone 14 datent la pirogue de l'an 810 +/- 60 ans, et les pieux de l'an 940, +/- 60 ans. À cet endroit, l'Arroux coulait alors dans le même lit que maintenant. L'embarcadère se trouve juste en face du château du Breuil,.
La pirogue a été restaurée par l'atelier régional de conservation Nucléart en 2006-2008.

#### Les Vavres - bois du Comte
Le lieu-dit « les Vavres - bois du Comte » a livré une fosse - et un petit fossé - contenant de la céramique du XIIIe siècle,. Cette installation sur poteaux de bois est réalisée à une époque où ce genre de construction a déjà tendance à disparaître.

#### La plaine du Fresne
Jouxtant le site des ateliers de potiers gallo-romains se trouvaient deux bâtiments médiévaux, détruits par incendie, datés entre les XIIIe et XVe siècles ou peut-être même du XVIe siècle.

### Temps modernes
Le village de Villecourt devait être le plus important et le devait à son site agréable sur un plateau dominant Gueugnon et l'Arroux.
Le village du Breuil fut acheté par le noble seigneur Nicolas de Chargères, seigneur de Sapinières, au noble seigneur Charles de la Brosse. Là s'élevait le château du Breuil.
Le village de Merculy n'était peuplé que d'une poignée de laboureurs.
Le village d'Essenlès, au sommet d'une colline assez élevée, offrait un château fort dominant la vallée de l'Arroux.
Le village du Fresne tirait son nom d'une grande quantité de frênes qu'il y avait. C'était un petit village séparé du bourg de Gueugnon par la rivière.

### Révolution française et Empire

#### Foires et marchés de Villefay
- le baron de Vesvre qui avait les droits de péage sur la rivière Arroux et sur les chemins menant à Toulon-sur-Arroux au nord, Bourbon-Lancy à l'ouest et Rigny-sur-Arroux au sud ;
- le curé de Gueugnon qui, seul, avait le droit de porter le titre de seigneur de Gueugnon ;
- le baron d'Essenlés ;
- et divers autres, car dans leur cahier de doléances, les Gueugnonnais se plaignaient en 1789, de voir leur paroisse partagée entre 14 seigneuries aux limites imprécises et de juridictions parfois lointaines.

À son arrivée à Gueugnon en 1728, Jean-Hector de Fay, marquis de la Tour-Maubourg, nouveau baron d'Essenlés, fit ériger en fief une partie de ses terres qui constituèrent la dernière partie du bourg de Gueugnon et qu'il nomma Villefay (de son nom de famille). Il put alors percevoir un droit de péage sur l'Arroux, l'écluse du canal de la forge se trouvant sur ses terres. Il obtint de Louis XV, en 1723, les lettres patentes autorisant à Villefay, six foires par an qui furent fréquentées, aux mêmes dates, jusqu'à la fin du XIXe siècle et un marché tous les samedis puis les mercredis (jusqu'en 1838) et qui se tient aujourd'hui le jeudi. Quant au nom de Villefay, sa création arbitraire ne lui a pas permis de se pérenniser jusqu'à nos jours.

#### Le temps des «sans-culottes»
La construction d'un pont sur l'Arroux entre 1784 et 1787, par Émiland Gauthey, aux abords immédiats des forges de Gueugnon en pleine modernisation permit d'accompagner le développement de la ville.

### Époque contemporaine

#### XIXesiècle
Gueugnon comptait, en 1835, 1 659 habitants[réf. nécessaire]. Les principales activités agricoles étaient l'engraissage du bétail, la culture des céréales, l'exploitation des bois et de la vigne (qui perdait peu à peu du terrain jusqu'à disparaître par la suite dans la vallée de l'Arroux).
Le sous-sol des environs immédiats de Gueugnon renfermait des mines de houille, de fer, de manganèse et de plomb. On trouvait également de vastes carrières de gypse, de pierre à bâtir ou de phosphate de chaux.

#### L’essor des voies de transports

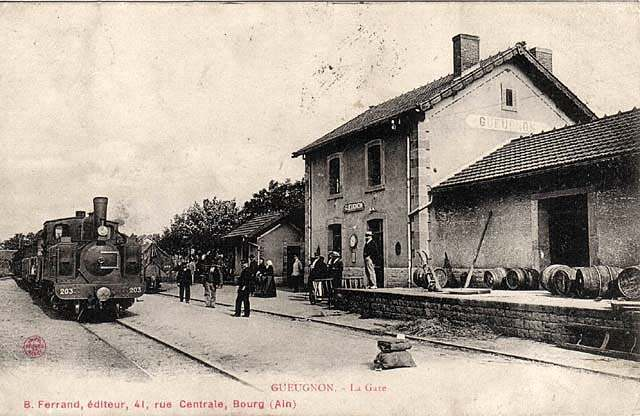
Ancienne gare de Gueugnon.

Quelques décennies plus tard, alors que la famille Campionnet dirige les forges, une rigole navigable (toujours existante sous le nom de Rigole de l'Arroux est creusée. Le port de Gueugnon a été remblayé depuis, afin d'y aménager des habitations. Seule subsiste la maison de l'éclusier vers le canal du Centre à la hauteur de Neuzy près de Digoin.
Une ligne de chemin de fer à voie étroite est créée en 1893 reliant Étang-sur-Arroux à Digoin et appartenant au Réseau de Saône et Loire de la compagnie de chemins de fer départementaux fermé en 1953. Il subsiste le bâtiment de la gare de Gueugnon et le pont du chemin de fer enjambant l'Arroux transformé en pont routier).

#### XXesiècle

##### Gueugnon dans l'entre-deux-guerres
Les années 1930 furent une période insouciante pour la ville mais dure pour la population. En effet c'est le temps des grandes grèves qui secouèrent la France après la crise économique issue du krach boursier de 1929. Gueugnon, qui comptait à l'époque 5 487 habitants, poursuivit son agrandissement : les équipements de la ville fleurirent, la natalité était forte et les écoles faisaient le plein. Comme dans la continuité des années 1920, les années 1930 furent donc des années de grands travaux.
L’agrandissement de la place du marché (actuelle place de l'église) fut réalisé grâce à l'achat de parcelles de terrains appartenant à M. le comte de Chargères et M. le baron d'Aux de Lescout[réf. nécessaire]. Il s’agissait d’aménager la place pour détourner le ruisseau du Burot (dit du Beurot) qui la longe et d'en faciliter un accès jusque-là difficile car cantonné à un unique petit pont la reliant à la route.
Sur la plaine du Fresne, au lieu-dit « les Grèves de l'Arroux », le conseil municipal décida de construire des équipements sportifs dont un stade (le futur stade Jean-Laville), une piscine (projet abandonné à cause d’un coût trop élevé et qui ne fut réalisé qu’en 1971), un gymnase, etc. En 1936, une passerelle sur l'Arroux est construite afin de faciliter l’accès à la place du marché et des équipements sportifs nouvellement aménagés.
L'agrandissement de l'école de garçons devint également urgent. En effet, la situation était préoccupante : 409 élèves pour 10 classes[réf. nécessaire]. Malheureusement le projet traîna faute de subvention de l'État et la situation empira. Ce n'est qu'après la guerre que l'on décida enfin de construire une nouvelle école des garçons, sur une parcelle de terrains, appartenant à M. le comte de Chargères, attenante à l'ancienne école, plus grande. Ainsi naquit ce qui est l'actuelle école Jean-Macé. L'école de filles étant aujourd'hui l'école Louis-Pasteur.
En 1937, un cinéma fut construit afin de remplacer le cinéma ambulant. L'emplacement, qui se trouve non loin de l'école Jean-Macé est toujours l'emplacement de l'actuel cinéma « Le Danton ».
Pendant que Gueugnon se modelait, ses habitants virent arriver, au loin, vers l'est, de sombres nuages annonciateurs d'une terrible période.

##### Gueugnon pendant la Seconde Guerre mondiale
Pour remplacer les hommes partis au front, les Forges de Gueugnon embauchèrent des femmes sur la plupart des postes (si ce n'est celui des tourneurs requis sur place). Les instituteurs des écoles furent remplacés à la hâte par des institutrices ou des volontaires, hommes ou femmes, ayant passé l'âge d'être mobilisé.
Pendant plusieurs mois, le front resta bloqué durant la drôle de guerre. Soudain, la confusion s'empare de la ville entre les flots de réfugiés venus du nord de la France et de l'est tout proche qui fuyaient l'offensive allemande de mai 1940 et une partie de la population gueugnonnaise qui, prise de peur, quittait la ville vers le sud.
Le 17 juin 1940 à 6 heures du matin, sous une chaleur déjà étouffante, au moment où la radio annonçait que le nouveau chef du gouvernement désigné la veille, le maréchal Pétain, allait s'adresser à tous les Français, un silence inhabituel, dû à l'arrêt de la production des Forges durant la nuit, précéda le brusque brouhaha de deux cents camions et blindés, venant d'Autun, qui sillonnèrent Gueugnon. À 8 heures du matin, des officiers allemands rencontrèrent le maire, François Moine, puis installèrent la Kommandantur au château de la Fourrier, face aux Forges de Gueugnon, sur l'autre rive de l’Arroux. Les Allemands s'installèrent également aux châteaux du Breuil et des Presles tandis que les soldats campaient au Foyer municipal (construit en 1934), dans les écoles, les maisons abandonnées avec des postes de gardes aux principaux carrefours et aux abords des cités ouvrières.
Puis la vie reprit bon an mal an sous l’occupation. La ligne de démarcation, séparant la zone nord occupée (dont fait partie Gueugnon) et la zone sud libre, ne passait qu'à une quinzaine de kilomètres de la ville.
S'il n'y eut certes que quatre décès de combattants à déplorer pour la ville de Gueugnon, des centaines de prisonniers furent faits dont certains furent envoyés vers les camps[réf. nécessaire].
Le 2 novembre 1941, le gouvernement de Pétain déposa le conseil municipal élu en 1938 dont le maire était François Moine et un arrêté du sous-préfet d'Autun désigna comme nouveau maire Félix Aulois (proche du gouvernement de Pétain avant de prendre ses distances en 1943 en raison de la ligne politique de Pierre Laval).
En 1942, Laval institua le STO (Service du travail obligatoire). De nombreux jeunes, refusant de partir, se cachèrent autour de Gueugnon, principalement dans les mines et dans d'autres entreprises de la région. La répression, les rafles effectuées par l’occupant, comme celle qui eut lieu aux Forges de Gueugnon, précipita l’afflux de jeunes gens dans les bois environnants et dans les groupes de résistance de plus en plus actifs dans la région.
Louis Boussin, ancien mineur de fond de Montceau-les-Mines, fonda en 1941 un groupe qui devint le « Régiment Valmy », une des plus importantes unités de combats de Saône-et-Loire. Le 15 juin 1944, les Allemands déclenchèrent une « opération de nettoyage » dans le massif d'Uchon, entre Autun et Montceau-les-Mines, où étaient regroupés 600 FTPF (francs tireurs et partisans français) avec le commandant Charlot qui n’était autre que Louis Boussin[réf. nécessaire]. L’accrochage fit 13 morts et de nombreux blessés chez les résistants, qui restèrent cependant maîtres du terrain[réf. nécessaire].
Devant l’éventualité d'un retour en force des nazis, ordre fut donné de se disperser. Le maquis du Lieutenant Georges (le plus important en nombre) s'installa donc au sud-est de Gueugnon (dans les bois de Clessy). Ce dernier s'équipa grâce à des véhicules de la gendarmerie et des Forges de Gueugnon, afin de préparer la bataille d'Autun. Elle eut lieu le 8 septembre 1944 et 10 Gueugnonnais sont tombés sur le champ d’honneur.
Quant aux déportés, Gueugnon, là aussi, paya un lourd tribut puisque 25 Gueugnonnais et Gueugnonnaises, dont le maire Félix Aulois, furent déportés (la plupart à Neuengamme), dont neuf ne revinrent jamais, et quatre ont été emprisonnés par la Gestapo, dont Georges Joyeux, futur maire de Gueugnon[réf. nécessaire]. Durant la totalité de la guerre 49 Gueugnonnais et Gueugnonnaises sont morts pour la France.
Gueugnon fut libérée le 6 septembre 1944 par les chars de la 1re armée sous le commandement de Lattre de Tassigny.

##### Gueugnon dans l’après-guerre
C’est au nom d'une alliance entre le Parti socialiste (SFIO) et la droite centriste que le docteur Humbert accéda à la présidence du conseil général de Saône-et-Loire, abandonnant son mandat de maire qui revint à M. Georges Joyeux, élu sous l'étiquette « indépendante et apolitique » en octobre 1947.
Durant cette période, Gueugnon ne différait guère du reste de la France : les premiers « baby-boomers » naissaient, la campagne alentour se dépeuplait au profit de la ville, la reprise économique générait d'énormes besoins en main d’œuvre, en constructions habitables, en équipements scolaires et sociaux mais aussi en matière de loisirs, de culture et de services.
Au cours de cette phase de croissance et de mutation, les affrontements politiques furent nombreux. À Gueugnon, la majorité municipale conduite par M. Joyeux fut contestée par l'opposition de gauche qui lui reprochait une certaine stagnation dans les réalisations face aux énormes besoins de la population.
Cependant, ce fut à cette époque que, dans la lignée de ce qu'avait connu Gueugnon dans les années 1920 et 1930, la ville continua à se transformer. Les immeubles de la rue de Genève furent bâtis en 1947/1948, le quartier des Gachères fut enfin achevé avec la réalisation de nouveaux logements entre 1949 et 1952 et d'autres logements ouvriers virent le jour rue de Bruxelles jusqu’en 1948 ainsi que rue de Verdun entre 1949 et 1950.

##### Les années d'or
À partir de 1950 et jusqu’à la fin des années 1960 furent construits un groupe d'immeubles dans le quartier des Gachères, la cité HLM des Riaux, route de Toulon-sur-Arroux ; et celle des Bruyères, route de Digoin, soit des centaines de logements qui vinrent s’ajouter à l’offre immobilière de la ville, ceci afin de répondre aux demandes qui affluaient. En effet, la population ne cessa de croître jusqu'à atteindre son maximum en 1975, avec près de 11 000 habitants.
Gueugnon a vécu, à cette époque, une grande période de constructions collectives et individuelles. Les finances de la commune étaient presque entièrement consacrées à ces travaux et aux aménagements nécessaires : eau, gaz, électricité, égouts et voies d'accès aux nouveaux quartiers.
Afin de traiter les gisements d'uranium de Grury, une usine fut construite entre 1955 et 1957 sur la route de Rigny-sur-Arroux. Une partie de son activité fut transférée en 1961 à l'usine des Bois Noirs, dans la Loire, et l'usine fut fermée en 1980.
Après plusieurs mandats, M. Joyeux passa la main en 1965 à M. Alexandre Buisson. Celui-ci décéda brusquement en 1969, avant le terme de son mandat. Le docteur vétérinaire Albert Nageotte lui succéda pendant deux mandats.

##### Gueugnon face à son exode
En effet, alors qu’en 1975, l’on comptait près de 11 000 Gueugnonnais, le chiffre passa à 10 456 en 1980, puis à 9 817 en 1990 et à 8 563 en 1999. Aujourd’hui, cette tendance ne s'est pas inversée, puisque l'INSEE lors du dernier recensement de 2021, a révisé son chiffre à 6616 habitants.
M. Albert Nageotte céda à son tour le fauteuil de maire à M. Roland Cottin, candidat d’une coalition de gauche, en 1983. Celui-ci fut reconduit à ce poste en 1989, puis en 1995, ainsi qu’au mandat de conseiller général du canton de Gueugnon.
En mars 2001, c’est Alain Bailly qui fut élu maire de Gueugnon sous l'étiquette divers gauche et conseiller général du canton de Gueugnon.
Lors des municipales de 2008, Alain Bailly (divers gauche) se retrouva face à Dominique Lotte (PS) et Christine Bernard-Boudet (UMP). À l'issue du premier tour, M. Lotte récoltant 48 % des votes, le maire sortant atteint seulement 26 % des suffrages, à égalité parfaite avec Mme Bernard-Boudet. Lors du second tour où les 3 listes se maintinrent, Dominique Lotte, fut élu maire de Gueugnon avec 52,03 % des voix[réf. nécessaire]. Élu également conseiller général du canton de Gueugnon, il siège en tant que vice-président du conseil général de Saône-et-Loire, 12e vice-président chargé de l'éducation et des collèges et vice-président de la commission éducation, jeunesse et sports.
Lors des municipales de 2014, 4 listes s'affrontaient : celle du maire sortant Dominique Lotte (PS), celle de son prédécesseur Alain Bailly (divers gauche), celle de Sylvain Rameau (divers droite), conseiller municipal sortant, et celle d'Isabelle Voillot (Front de Gauche), 3e adjointe sortante, chargée du budget et des finances. À l'issue du premier tour, le maire sortant atteint 45,06 % des suffrages, soit 19 % de plus qu'aux municipales précédentes, suivi par Sylvain Rameau avec 27,04 %, Alain Bailly avec 16,94 % et Isabelle Voillot récoltant 10,94 % des votes. Alain Bailly s'étant ensuite retiré. Le second tour du scrutin vit ainsi une triangulaire entre les 3 listes qui se maintinrent. Dominique Lotte, fut élu maire de Gueugnon pour un second mandat avec 51,10 % des voix, devant Sylvain Rameau (37,89 %) et Isabelle Voillot (11 %), confirmant ainsi le fort ancrage à gauche de la ville.

## Politique et administration

### Liste des maires
| Période                                  | Période      | Identité                                          | Étiquette       | Qualité                                                           |
| ---------------------------------------- | ------------ | ------------------------------------------------- | --------------- | ----------------------------------------------------------------- |
| 1789                                     | 1790         | Joseph Arnault                                    |                 |                                                                   |
| 1790                                     | 1792         | Antoine Laboulaye                                 |                 | Maître en chirurgie                                               |
| 1792                                     | 1792         | Joseph Arnault                                    |                 |                                                                   |
| 1792                                     | 1803         | Antoine Laboulaye                                 |                 | Maître en chirurgie                                               |
| 1803                                     | 1807         | Trullard                                          |                 |                                                                   |
| 1807                                     | 1815         | Dugrenot                                          |                 |                                                                   |
| 1815                                     | 1821         | Michel                                            |                 |                                                                   |
| 1821                                     | 1830         | Dessertenne                                       |                 |                                                                   |
| 1830                                     | 1832         | De Chargères                                      |                 | Comte                                                             |
| 1832                                     | 1840         | Jean Dumaine                                      |                 |                                                                   |
| 1840                                     | 1843         | Charles Pamard                                    |                 |                                                                   |
| 1843                                     | 1844         | Antoine Joseph de Ponnat                          |                 | Baron                                                             |
| 1844                                     | 1846         | Charles Pamard                                    |                 |                                                                   |
| 1846                                     | 1848         | Antoine Joseph de Ponnat                          |                 | Baron                                                             |
| 1848                                     | 1848         | Benoît Arnault                                    |                 |                                                                   |
| 1848                                     | 1852         | Claude Vernoy                                     |                 |                                                                   |
| juillet 1852                             | 1878         | Pierre-Joseph Campionnet                          |                 | Maître des Forges. Fait chevalier de la Légion d'honneur en 1868. |
| 1878                                     | 1913         | Louis-François Campionnet                         |                 | Maître des Forges                                                 |
| 1913                                     | 1919         | Pierre Campionnet                                 |                 | Maître des Forges                                                 |
| 1919                                     | 1938         | Jean Laville                                      | Socialiste SFIO | Charpentier                                                       |
| 1938                                     | 1941         | François Moine                                    |                 | Contremaître                                                      |
| 1941                                     | 1944         | Félix Aulois                                      |                 | Avocat à la cour d'appel de Paris                                 |
| 1944                                     | avril 1947   | Jean-Baptiste Chambonnier                         |                 | Ouvrier                                                           |
| avril 1947                               | octobre 1947 | Marc Humbert                                      | SFIO            | Médecin                                                           |
| octobre 1947                             | mars 1965    | Georges Joyeux                                    | SFIO            | Chef de bureau                                                    |
| mars 1965                                | 1969         | Alexandre Buisson (décédé au cours de son mandat) | SFIO            | Chef d'atelier                                                    |
| 1970                                     | mars 1983    | Albert Nageotte                                   | UDF             | Vétérinaire                                                       |
| mars 1983                                | mars 2001    | Roland Cottin                                     | PS              | Directeur du CFA de Gueugnon                                      |
| mars 2001                                | mars 2008    | Alain Bailly                                      | DVG             | Chef d'entreprise                                                 |
| mars 2008                                | en cours     | Dominique Lotte                                   | PS              | Directeur du CFA de Gueugnon                                      |
| Les données manquantes sont à compléter. |              |                                                   |                 |                                                                   |

### Équipement de sécurité civile

#### Centre de secours
C'est lors de la délibération du conseil municipal le 26 mars 1927, que fut créé le corps de sapeurs-pompiers de Gueugnon, avec comme parrains, les lieutenants Gaspard Marmorat et René Rousset. Avant la création du corps de pompiers de la ville, la protection contre les incendies était assurée par les pompiers des Forges de Gueugnon.
Le centre de secours fut alors installé près de la mairie, après une courte période le matériel était installé place de l’église (actuel centre Henri-Forest), jusqu’en 1985, date à laquelle la municipalité réaménagea les bâtiments d’une ancienne entreprise pour faire un nouveau centre de secours, situé aujourd’hui dans la plaine du Fresne, afin de servir les neuf communes alentour. L’effectif est d’une trentaine de sapeurs-pompiers volontaires.
Les chefs de centre
- 1927-1938 : lieutenant Gaspard Marmorat.
- 1938-1965 : capitaine Raymond Garchery.
- 1965-1985 : lieutenant Roger Fourrier.
- 1985-1990 : lieutenant Marcel Devillard.
- 1990-1992 : lieutenant Georges Ledey.
- 1992-2003 : lieutenant Jean-Pierre Bouiller.
- 2003-2011 : lieutenant Frédéric Jacob[37], décédé en service commandé le 22 octobre 2011.
- 2011-2018 : capitaine Didier Paillard[37].
- 2019- : lieutenant Jimmy Revillier[38].

#### Gendarmerie
Le 50 rue de la Convention, qui a abrité la perception jusqu’à la fin de la dernière guerre, a été la première gendarmerie. Cette grande bâtisse, datant de 1794, fut un hôtel pendant les années suivantes avant d’être, en 2007, le siège de la Maison des Associations et de l’office de Tourisme.
En 1892, on construisit une nouvelle gendarmerie dans la rue principale de Gueugnon (ancienne Grande Rue et actuelle rue de la Liberté). Elle fut ensuite transférée rue des Bruyères en 1970.

### Équipements administratifs

#### Mairie
L'ancienne mairie-école a été construite en 1859 et fut démolie en 1904. La mairie actuelle a été construite au même emplacement que la précédente en 1905.

#### Poste
Avant 1888, elle était établie à Perrecy-les-Forges et ensuite en centre-ville. Elle se trouvait alors dans la nouvelle mairie à partir de 1905 jusqu’à l’aménagement dans l’actuel bâtiment situé place De Gaulle.

#### Sécurité sociale
La protection médicale aux Forges existe depuis le début du XXe siècle. Créé en 1946, la sécurité sociale était rue Jean-Bouveri à l’angle de la rue du 11-Novembre au centre-ville, puis elle a été transférée dans le bâtiment neuf en 1961, à l’emplacement de l’ancien cimetière, sur l’actuelle place De Gaulle. En 2007, la Caisse primaire d'assurance maladie est transférée au sein de la toute neuve Maison des Associations rue de la Convention.

#### Immeuble administratif
Il fut aménagé en octobre 1977 à côté de la mairie.

### Équipements sociaux

#### HLM
Deux tranches de 49 et 62 logements en 1950 furent construits et une troisième en 1957 avec 50 logements en bandes au quartier des Bruyères, route de Digoin, au sud de la ville et 4 bâtiments de 14 logements à la cité des Rieux, route de Toulon-sur-Arroux, au nord de la ville. Beaucoup d’autres suivront entre 1960 et 1980[réf. nécessaire].

#### Centre social des Bruyères
Situé au cœur de la cité HLM des Bruyères, route de Digoin, le centre social a ouvert ses portes en janvier 1981.

#### Résidences pour personnes âgées
La résidence des Acacias fut construite sur l'emplacement de l'ancien port en 1976 et compte 80 logements.
Le Foyer du Parc, situé entre la place de l'Église et le château d’Aux, aux bords de l'Arroux, fut construit en 1982 avec 20 appartements[réf. nécessaire].
Est venu s’ajouter récemment le Foyer Eriva à côté de la résidence des Acacias.

#### Contamination radioactive
Le stade Jean-Laville se trouve à proximité d'un site sur lequel étaient implantées une usine Cogema, située de l'autre côté de la rivière Arroux, de traitement de minerais et de préconcentrés d’uranium (1955-1980) ainsi que des installations de lixiviation en stalles (exploitées entre 1961 et 1968). L'activité du site en radium 226 est, à l'époque, de 10,5 TBq.
Le sol, sur lequel le parking du stade et une partie des tribunes se sont érigés, contient des déchets radioactifs (stériles minières) provenant de l'ancienne usine, étalés sans aucune mise en garde sur environ 12 hectares, avec presque 25 000 tonnes dispersées sur la commune, dont un terrain non clôturé pendant une vingtaine d'années jusqu'en 2008, qui a même accueilli des aménagements d'accueil (bancs…) et un « parcours de santé ».
Des travaux d'aménagements et d'enfouissement de la pollution radioactive sont entrepris en 2009 par Areva. Le caractère insuffisant et partiel de ces travaux est alors dénoncé par la CRIIRAD dans un communiqué de presse du 13 mai 2009. Celle-ci dit avoir relevé des "émanations excessives" à proximité des guichets du stade, rue Roger-Couderc, en mai 2010 alors que les travaux sont en cours. La CLIS (Commission locale d’information et de surveillance), réunie le 20 septembre 2011, annonce qu'elle devrait procéder à la tenue d’une nouvelle réunion début 2012 afin d'envisager une réouverture du parking par les services de l’État, sans restriction ou limitée à des événements ponctuels, après de nouvelles mesures des risques sanitaires par la CRIIRAD.

## Population et société

### Démographie

#### Évolution démographique
L'évolution du nombre d'habitants est connue à travers les recensements de la population effectués dans la commune depuis 1793. Pour les communes de moins de 10 000 habitants, une enquête de recensement portant sur toute la population est réalisée tous les cinq ans, les populations de référence des années intermédiaires étant quant à elles estimées par interpolation ou extrapolation. Pour la commune, le premier recensement exhaustif entrant dans le cadre du nouveau dispositif a été réalisé en 2006.

En 2022, la commune comptait 6 547 habitants, en évolution de −7,68 % par rapport à 2016 (Saône-et-Loire : −1,06 %, France hors Mayotte : +2,11 %).
| 1793  | 1800  | 1806  | 1821  | 1831  | 1836  | 1841  | 1846  | 1851  |
| ----- | ----- | ----- | ----- | ----- | ----- | ----- | ----- | ----- |
| 1 027 | 1 237 | 1 344 | 1 498 | 1 450 | 1 659 | 1 719 | 1 627 | 1 701 |

| 1856  | 1861  | 1866  | 1872  | 1876  | 1881  | 1886  | 1891  | 1896  |
| ----- | ----- | ----- | ----- | ----- | ----- | ----- | ----- | ----- |
| 1 874 | 2 418 | 2 620 | 2 700 | 3 033 | 3 345 | 3 454 | 3 567 | 3 789 |

| 1901  | 1906  | 1911  | 1921  | 1926  | 1931  | 1936  | 1946  | 1954  |
| ----- | ----- | ----- | ----- | ----- | ----- | ----- | ----- | ----- |
| 3 831 | 4 117 | 4 311 | 3 855 | 4 768 | 5 047 | 5 487 | 5 569 | 6 594 |

| 1962  | 1968  | 1975   | 1982   | 1990  | 1999  | 2006  | 2011  | 2016  |
| ----- | ----- | ------ | ------ | ----- | ----- | ----- | ----- | ----- |
| 8 374 | 9 268 | 10 739 | 10 456 | 9 697 | 8 563 | 7 910 | 7 386 | 7 092 |

| 2021  | 2022  | - | - | - | - | - | - | - |
| ----- | ----- | - | - | - | - | - | - | - |
| 6 616 | 6 547 | - | - | - | - | - | - | - |

#### Pyramide des âges
La population de la commune est relativement âgée. En 2018, le taux de personnes d'un âge inférieur à 30 ans s'élève à 22,8 %, soit en dessous de la moyenne départementale (30,4 %). À l'inverse, le taux de personnes d'âge supérieur à 60 ans est de 42 % la même année, alors qu'il est de 32,7 % au niveau départemental.
En 2018, la commune comptait 3 289 hommes pour 3 659 femmes, soit un taux de 52,66 % de femmes, légèrement supérieur au taux départemental (51,46 %).
Les pyramides des âges de la commune et du département s'établissent comme suit.
| Hommes | Classe d’âge | Femmes |
| ------ | ------------ | ------ |
| 1,1    | 90 ou +      | 2,7    |
| 13,9   | 75-89 ans    | 18,5   |
| 23,1   | 60-74 ans    | 24,4   |
| 23,7   | 45-59 ans    | 21,5   |
| 13,4   | 30-44 ans    | 11,7   |
| 12,4   | 15-29 ans    | 10,2   |
| 12,3   | 0-14 ans     | 11,1   |

| Hommes | Classe d’âge | Femmes |
| ------ | ------------ | ------ |
| 1      | 90 ou +      | 2,7    |
| 9,3    | 75-89 ans    | 12,5   |
| 20,7   | 60-74 ans    | 21,2   |
| 20,6   | 45-59 ans    | 20     |
| 16,5   | 30-44 ans    | 15,8   |
| 15,1   | 15-29 ans    | 12,8   |
| 16,7   | 0-14 ans     | 15     |

#### Structures des variations de population
Voici ci-dessous, le tableau général de l'évolution du solde naturel de la ville de Gueugnon de 1954 à 2009 présentant l'effondrement du solde naturel depuis 1982. Ceci s'explique par un nombre de décès qui augmente, résultant du vieillissement de la population, et par une très nette diminution du nombre de naissances, résultant d'un exode de la population jeune en âge de procréer et non renouvelée par un nombre d'arrivée bas. Notons qu'à partir de la période 1999-2009, le nombre de décès est même supérieur au nombre de naissances pour la première fois depuis 1954.
|                                                                                    | 1954-1962 | 1962-1968 | 1968-1975 | 1975-1982 | 1982-1990 | 1990-1999 | 1999-2009 | 2009-2010 | évolution 1954-2010 |
| Naissances                                                                         | 1 253     | 1 061     | 1 174     | 1 099     | 911       | 781       | 647       | 52        | 6 978               |
| Décès                                                                              | 541       | 447       | 607       | 631       | 712       | 758       | 930       | 71        | 4 697               |
| Solde naturel                                                                      | 712       | 614       | 567       | 468       | 199       | 23        | -283      | -19       | 2 281               |
| Variation annuelle de la population en %                                           |           |           | +2,1      | -0,4      | -0,9      | -1,4      | -1,1      | -1,2      |                     |
| Variation annuelle de la population due au solde naturel en %                      |           |           | +0,8      | +0,6      | +0,2      | +0,0      | -0,3      | -0,4      |                     |
| Variation annuelle de la population due au solde apparent des entrées sorties en % |           |           | +1,3      | -1,0      | -1,2      | -1,4      | -0,8      | -0,8      |                     |
| Taux de natalité (1 pour 1000)                                                     |           |           | 17,0      | 14,7      | 11,2      | 9,4       | 8,2       | 8         |                     |
| Taux de mortalité (1 pour 1000)                                                    |           |           | 8,8       | 8,4       | 8,8       | 9,2       | 11,5      | 11,6      |                     |
| ---------------------------------------------------------------------------------- | --------- | --------- | --------- | --------- | --------- | --------- | --------- | --------- | ------------------- |
| Sources des données : INSEE                                                        |           |           |           |           |           |           |           |           |                     |

### Enseignement
Ce sont les frères maristes qui enseignèrent à l’école communale de garçons jusqu’en 1886. À cette date fut nommé le premier instituteur laïc : Benoît François Payebien. Il resta 11 ans à ce poste.

#### École de garçons (école Jean-Macé)
Nous ne savons pratiquement rien sur cette école (même les noms des instituteurs ne sont pas parvenus jusqu’à nous) avant 1856, date à laquelle le conseil municipal exprima sa volonté de construire une nouvelle école de garçons plus grande que la précédente. Elle est aujourd’hui l’actuelle école Jean-Macé. Des agrandissements eurent lieu par la suite en 1930 et 1958 puis des classes dans des locaux préfabriqués s’y ajoutèrent en 1959 et 1960.

#### École des filles (école Pasteur)
Le projet fut évoqué lors d’un conseil municipal en 1851 de construire une école pour jeunes filles. Cependant l’argent manquait. On décida d’ouvrir cette école dans un bâtiment déjà existant, bien qu'inapproprié, tenu par des sœurs, dans l’actuelle rue de la Fontaine. Ce sont une participation de la commune mais surtout les dons de messieurs de Chargères et Campionnet qui permirent le début de sa construction en 1880 dans la rue Saint-Charles (aujourd’hui rue Pasteur). Elle devint laïque en 1888.

#### École maternelle
Elle a d’abord fonctionné dans les locaux de l’école de garçons jusqu’à la construction de locaux dans l’enceinte de l’école des filles qui débuta en 1903 et fut terminé en 1907.

#### École maternelle Le Robolin
Ouverte en 1954-1955, cette école se situe sur la route de Chassy, à l'est de la ville. En 2007, elle a été menacée de fermeture en raison d'un manque d’effectifs, avant que la décision soit prise de fermer l'école maternelle des Riaux et de rediriger ses élèves vers l'école maternelle des Robolins afin de combler le déficit d'effectifs.

#### École maternelle des Riaux
Ouverte en septembre 1969 avec deux classes, une troisième fut créée en septembre 1971, année où elle atteint son maximum en effectifs avec 124 élèves. Ce niveau se stabilise puis baissera à partir de 1977-1978 amenant la fermeture de la troisième classe en 1991 au moment où l'effectif se situait à environ 50 élèves. En 2007, l'école ferma ses portes faute d'un nombre insuffisant d'élèves redirigés vers l'école maternelle des Robolins.

#### École maternelle des Gachères
Ouverte en septembre 1973 avec quatre classes auxquelles s'ajoutera une garderie en septembre 1989.

#### École maternelle et primaire des Bruyères
Ouverte en 1975 avec neuf classes primaires et trois classes maternelles. En 1977-1978, l’école passa à treize classes primaires et quatre en maternelle. Une garderie fut également ouverte en 1978. Cette même année, on comptabilisa le maximum qu’eut l’école en effectif, soit 370 élèves en primaire et 170 en maternelle. Face à la baisse du nombre d’élèves depuis 1989, l’école ne compte plus que sept classes primaires et trois classes maternelles.

#### École privée Sainte-Cécile
Ouverte en 1905 par les Sœurs de l'Enfant-Jésus de Chauffailles (l'école qui s'y trouvait avait été fermée), elle fut agrandie en 1920, date à laquelle l’Association d’enseignement populaire (devenue SEEPG) devint propriétaire des lieux. Depuis 1961, elle fonctionne sous contrat d’État et est gérée par un organisme de gestion de l’Enseignement catholique (OGEC). L'école, qui n’accueillait à l'origine que des filles, devint mixte au début des années 1970.

#### École des Forges
Entre 1880 et 1890, fut ouverte une école de garçons, place des Forges, conduite par des religieux. Cette dernière ferma en 1918.

#### Centre d'apprentissage des Forges
En 1942, à l'instigation des directeurs des Forges de Gueugnon Douheret et Michoulier, fut mis en place un centre d'apprentissage préparant à divers CAP. En 1990, l'École technique d’Ugine devint une antenne du CFAI de la métallurgie assurant la formation des métiers de la sidérurgie.

#### École polonaise
Vers 1920, des Polonais ont commencé à venir travailler à Gueugnon. Ils étaient de plus en plus nombreux et venaient avec femmes et enfants. Une école polonaise fut donc créée. Elle fonctionnait dans une salle occupée par une classe de l’école de filles pendant une longue période. Ces cours avaient donc lieu le soir entre 17 et 19 heures. La dernière institutrice fut Mme Barbara Mikolaszek qui prit sa retraite en 1965, date à laquelle on ferma cette classe.

#### Enseignement agricole
Les cours agricoles à l’école de garçons (actuelle école Jean-Macé) débutèrent dans les années 1950, tout comme les cours ménagers à l’école des filles (actuelle école Pasteur), sous la direction de Jean Germain puis de Roland Cottin (futur maire de Gueugnon). De quelques dizaines d’élèves, l’effectif passa très vite à une bonne centaine. Les deux classes devinrent alors beaucoup trop exiguës. En 1971, la ville de Gueugnon acheta la ferme Dutroncy, située au lieu-dit Chazey au sud de la ville, pour y installer le centre agricole de Gueugnon en 1974. Mais, prévu à l'origine pour une soixantaine de personnes, le centre agricole, avec la multiplication des formations et leur diversification, devint trop petit pour accueillir tout le monde. Aussi, en 1991, la construction de nouveaux locaux pour le CFA (centre de formation agricole) de Gueugnon fut décidée. Un internat et la restauration sur place y ont été mis en place. Aujourd’hui sa capacité d’accueil est de plus de 100 personnes.

#### Anciens collèges
Un CEG (collège d’enseignement général) s’installa, en 1966, à l’ouest de la ville, sur la plaine de Fresne avec 430 élèves[réf. nécessaire]. Celui-ci fut nationalisé en 1968. Il s'agissait du collège du Vieux-Fresne.
Un second collège, assurant un enseignement général et des formations spécialisées (SES et CPPN) fut construit en 1973 à l’ouest de la ville. Il s'agissait du collège du 8-Mai.

#### Collège Jorge-Semprún
Face à la baisse du nombre d’élèves dans ces deux établissements et à la vétusté des deux collèges dont les rénovations auraient été trop onéreuses, la municipalité a décidé de les regrouper sur un seul site (le site retenu est voisin de celui du collège du 8-Mai). La fusion a donné naissance au nouveau collège Jorge-Semprún à la rentrée 2012.
Il accueille 600 élèves dont 68 en SEGPA (section d’enseignements généraux et professionnels adaptés) sur une superficie totale de 6 746 m2.
Le collège, dont le budget total se chiffre à plus de dix millions d’euros, est composé de deux ailes d’enseignement, il dispose également d’un internat de 42 lits, d’un restaurant scolaire et de deux logements de fonction.

### Manifestations culturelles et festivités
Nombreuses sont les festivités annuelles de la ville, mais on retiendra le marché des producteurs locaux 1 vendredi soir sur 2 (voir les dates sur le site de la ville) la fête de la musique avec ses nombreux orchestres et animations, le marché de Noël couvert avec de nombreux stands de dégustation, le carnaval avec dégustation de beignet, le concert des cuivres aux périodes de fin d année, le bal des reines avec l’élection de la reine de Gueugnon, les nombreuses manifestations sportives et associatives les feux d'artifice du 14 juillet avec ses repas et ses bals et de nombreuses autres manifestations. Le Musée du patrimoine à Chazey est aussi une belle attraction à découvrir. 

### Santé

#### Cabinet médical
Situé rue du Port, il fonctionne depuis 1970.

#### Clinique
La clinique-maternité de la Fourrier, installée au château de la Fourrier (au nord de la ville, route de Toulon-sur-Arroux), a fonctionné de 1968 à 1971. Elle fut fermée puis remplacée par un moyen séjour de l’hôpital de Paray-le-Monial en 1978. Actuellement[Quand ?], une MAPAD (maison d’accueil pour personnes âgées dépendantes) fonctionne et est complétée par un long séjour médicalisé.

#### Cliniques vétérinaires
La première, en 1938, fut temporaire car tenue par un réfugié politique allemand qui partit juste avant l'invasion. Ce n’est qu’en 1946 qu’un titulaire s'installa à Gueugnon et ouvrit la première clinique vétérinaire. Une seconde fut ouverte dans les années 1990 dans la zone artisanale des Fontaines entre la plaine du Fresne et le quartier des Bruyères, sur la route de Digoin.
Pharmacies
Au nombre de trois, elles se situent rue de la Liberté, rue de la Convention et rue Pasteur.

### Sports

#### Stade Jean-Laville
Il y eut plusieurs terrains de football dans la ville (quartier des Gachères, qui existe encore aujourd'hui, quartier de la Pépinière, etc.) mais la construction du stade Jean-Laville (du nom du maire de Gueugnon qui instaura le projet) commença en 1936. Il fut aménagé à partir de 1942. Un agrandissement fut effectué en 1961. Puis il faudra attendre 1995, pour voir la construction de 6 000 places réparties en deux tribunes est et ouest. En 2007, après le remodelage de l’environnement du stade, la tribune nord a été détruite afin d’être reconstruite en doublant sa capacité d’accueil, ce qui porte à 14 500 places assises sur l'ensemble des tribunes du stade. La tribune sud devrait suivre le même chemin. Les deux dernières phases de rénovation, qui doivent permettre au stade d'accueillir 17 500 spectateurs assis, restent en attente.
C'est depuis toujours le stade du Football Club de Gueugnon, évoluant en 2013-2014 en CFA 2.

#### Piscine
Elle fut en projet dès 1935 mais ne fut réalisée et ouverte qu’en 1971 près du stade Jean-Laville.

#### Le FCG
La ville doit une grande partie de sa notoriété dans l’hexagone au Football Club de Gueugnon (FCG). Quelques entraîneurs ont particulièrement marqué l'histoire du club comme MM. Perpère, Daniel, Nowotarski, Gransart ou Dupont.
Le FC Gueugnon est un club omnisports né en 1940 de la fusion du patronage de la Foch et du club laïque de l'ASG. Dès la fin de la guerre, le FCG, emmené par les quatre frères Churlet, s'imposa comme le club phare de la Ligue de Bourgogne.
Collectionnant les titres de champion de Ligue, Gueugnon fut incorporé au Championnat de France Amateurs qu'il remporta en 1947 face à l'Arago d'Orléans. En 1950, le club connut l'honneur d'avoir un de ses joueurs retenu en équipe de France Amateurs : Robert Van Den Abeele. D'autres suivirent. En 1952, le FCG enleva à nouveau le titre de champion de France Amateurs. Ce fut liesse dans la petite commune gueugnonnaise, peuplée alors de 4 000 habitants. Ces quelques titres de gloire installèrent Gueugnon comme un « sénateur du CFA » Financièrement aidé par les forges (la quasi-totalité des joueurs y étaient employés), le FCG n'a pourtant jamais été touché par la folie des grandeurs. Refusant de céder à la mode des « vedettes », Gueugnon préféra privilégier la formation.
Participant au championnat de seconde division dès sa création, le club gagna le championnat 1978-1979. Il obtenait ainsi le droit de monter à l'échelon supérieur mais une telle démarche impliquait l'abandon du statut amateur. Le club refusa et resta en seconde division.
En 1993, le FC Gueugnon frôla la catastrophe en étant rétrogradé sportivement en Division 3 mais le club fut repêché par la LNF de justesse par l'interdiction de montée d'un autre club (AS Lyon Duchère).
En 1995, le FC Gueugnon qui avait adopté le professionnalisme depuis plusieurs années, fut promu et monta en première division. Il fut relégué l'année suivante, échouant pour un point dans la course au maintien.
En l'an 2000, le club remporta la Coupe de la Ligue en finale au stade de France face au Paris Saint Germain sur le score de 2 à 0. Ce qui lui donna le droit de disputer ses deux premiers matchs européens.
Après une présence en Ligue 2 depuis 1970, seulement interrompue par son année de première division, le club a été relégué en National lors de la saison 2007/2008.
La saison suivante, le club ne parvient pas à s'extirper du ventre mou du classement, terminant à la 11e place. Face à ses difficultés dans le championnat s'ajoute des difficultés financières. Tony Vairelles arrive au FC Gueugnon, où il poursuit sa carrière de footballeur, et propose un projet de reprise. Fin 2009, c'est le père du joueur-actionnaire, Guy, qui arrive à la présidence du club.
Lors de la saison 2009/2010, le déficit budgétaire du club continue de se creuser, atteignant 800 000 €,. De plus, l'équipe se retrouve en bas de classement, aux portes de la relégation en CFA. La situation catastrophique du club attire même les journalistes de France 2 pour réaliser un reportage pour l'émission Complément d'enquête sur la tentative de sauvetage du club par Tony Vairelles. Le 31 mai 2010, un rapport de la Direction nationale de contrôle de gestion rend alors un avis défavorable au maintien en National. En quête de subventions de la part de la municipalité de Gueugnon, cette dernière, à la suite d'une réunion de crise, ne peut consentir à une aide conséquente, faisant face elle-même à "une situation budgétaire compliquée", et propose une fusion du club avec le FC Montceau Bourgogne,.
Le couperet tombe à la mi-juin 2010, le Football Club de Gueugnon, malgré sa 16e place au classement lui permettant son maintien en National, doit être retrogradé en CFA (tout comme le Sporting Club de Bastia), ce qui serait un véritable séisme pour le club, l'un des symboles de la ville. Le club fait cependant appel de la décision et passe en commission le 1er juillet. Le lendemain, le Football Club de Gueugnon obtient gain de cause et se maintient donc en National pour la saison 2010/2011,.
Après une nouvelle saison catastrophique sur le plan sportif, le 8 avril 2011, le Tribunal de Commerce de Mâcon créé le choc en prononçant la liquidation judiciaire du club avec cessation des activités et dépôt de bilan de la SASP (Société anonyme sportive professionnelle),. L'équipe ne termina donc pas sa saison et a été déclarée forfait.
Le club évolue en championnat régional au sein de la division d'honneur durant la saison 2011/2012, durant laquelle il termine à une honorable 7e place en Championnat. Les Forgerons vont même décrocher leur premier trophée depuis 12 ans en remportant la Coupe de Bourgogne aux dépens d'Avallon (1-0). La saison suivante, le club termine avec le titre de champion régional qui lui permet de remonter en CFA 2.

#### Tour de France 2010
Le 9 juillet 2010, Gueugnon est, pour la première fois, ville d'arrivée lors de la 6e étape du Tour de France 2010 (étape de plaine) entre Montargis et Gueugnon de 227,5 km soit la plus longue étape de cette 97e édition. Après 3 sprints et 4 côtes de niveau 4, la ligne d'arrivée à Gueugnon est située sur le quai de l'Europe. Le coût de l'organisation se montait entre 150 000 € et 160 000 € avec 90 000 € d'engagement auprès d'ASO, société organisatrice de Tour, que recouvrira les subventions provenant des diverses collectivités territoriales à hauteur de 85 000 €.
La course est remportée au sprint par le Britannique Mark Cavendish en 5 h 37 min 42 s. Les coureurs Carlos Barredo et Rui Costa écopent d'une amende des 400 francs suisses chacun pour s'être bagarrés à l'arrivée. Par ailleurs, Robbie McEwen a été victime d'une chute après l'arrivée. Souffrant du dos, il a été dirigé vers l'hôpital.

### Cultes

#### Culte catholique
Paroisse Sainte-Thérèse, place de l'Église.

#### Culte musulman
- Association cultuelle islamique de Gueugnon, rue de Vesvres.
- Association culturelle islamique, rue du Pignon-Blanc.

## Économie

### Entreprises et commerces

#### Élevage
La région de Gueugnon est le berceau de la race bovine charolaise. Quelques croisements étrangers eurent lieu vers 1830 mais ils furent sans conséquence, la plupart des éleveurs du moment ayant conservé la race pure. La région étant à proximité du Morvan, on peut supposer qu’il y eut quelques croisements avec la race morvandelle mais là encore sans grande conséquence sur le phénotype. De race de travail, pour le trait, la charolaise est devenue, par une sélection rigoureuse des éleveurs, une des plus belles races à viande du monde. Elle s’est adaptée dans tous les pays d’élevage du monde et à tous les climats. Chaque année, elle gagne du terrain que ce soit en race pure ou en croisement avec des races locales. Les éleveurs sélectionneurs de Gueugnon participent massivement à son expansion et exploitent à fond les grandes possibilités génétiques de cette race charolaise.

#### Les forges de Gueugnon
Les Forges de Gueugnon sont à l'origine du dynamisme économique de la ville. L'histoire de la commune s'est souvent confondue avec celle de ses forges. En effet, la population de la ville a progressé au rythme de ses établissements industriels qui lui assuraient à l'époque la prospérité. Aujourd'hui elles font partie d'Aperam, filiale du groupe ArcelorMittal.

##### Les débuts
À Gueugnon, dans un méandre de l'Arroux, le marquis Jean Hector de Fay de La Tour-Maubourg, futur maréchal de France (1757), crée en 1724 les premières forges et fonderies.

Un Anglais, Michel Alcock, essaya de produire de l'acier à partir du fer de Villefay. Mais après trois années de travaux préparatoires, ses associés financiers, et les régisseurs du comte s'efforcèrent de le chasser et arrivèrent à leur fin en 1770.
Alcock ayant emporté avec lui ses secrets de fabrication, l'usine revint aux productions traditionnelles. L'affaire fut alors confiée à des affairistes : Louis Carrouges des Bornes qui les sous-afferma ensuite à la société Renault de Larive et Compagnie. La gestion fut désastreuse. Le comte de Barbançon vendit alors tous ses biens arroumois à Jean Baptiste Perrot, Conseiller du Roy et marchand demeurant à Chalon-sur-Saône.
Jean-Baptiste Perrot, né en 1744, était issu d'une ancienne famille autunoise. Il épousa Marie Bordat en 1767, dont il eut six enfants qui firent souche. Pourvu d'un office (Conseiller du Roy), il était également marchand de vins et de bois lorsqu'il se rendit acquéreur des Forges de Gueugnon en 1788.
S'il en devenait le propriétaire, Perrot ne pouvait être l'exploitant des Forges puisque la manufacture avait été affermée à Carrouges des Bornes et sous-affermée par celui-ci à la société Renault de Larive. Pour pouvoir l'exploiter lui-même, Perrot dut traiter avec les exploitants du moment ; ce qui aboutit à un long procès qui dura près de trois ans. Quand Perrot devint enfin « maître de forges », la Révolution de 1789 était déjà bien avancée.
L'usine se remit au travail. On sait qu'elle travailla pour les armées, en collaboration avec les Forges de Perrecy elles aussi achetées par Perrot, en fabriquant des boulets et en fournissant de la fonte à la nouvelle usine métallurgique du Creusot dirigée par Michel Ramus. C'est aussi durant cette période qu'eurent lieu les premières grèves à Gueugnon, en 1792 et 1793.
Jean-Baptiste Perrot décéda en 1803. Dès 1798, il avait confié l'exploitation des Forges de Gueugnon à son fils (Nicolas Perrot) et à ses gendres (Guillaume Trullard et Jean-François Simonnot). Ceux-ci durent faire face aux nouvelles techniques industrielles importées d'Angleterre. Aussi commencèrent-ils à moderniser l'entreprise : installation de fours à puddler et de laminoirs. Ne voulant pas d'une mono-industrie, ils installèrent aussi des tanneries et des ateliers de cloutiers.
Après la crise de la métallurgie de 1830 en Saône-et-Loire, il ne resta que quatre usines : Le Creusot, Le Verdrat, Perrecy-les-Forges et Gueugnon. En 1838, Gueugnon était spécialisé dans la fabrication de feuillards pour cercles de tonneaux et de verges pour la clouterie et la tréfilerie. Ces produits étaient très recherchés et les forges ne pouvaient répondre à toutes les demandes.
Sous l'effet de la concurrence anglaise dont les méthodes nouvelles amenèrent de grands changements dans le commerce des métaux et dans la gestion des établissements, les forges, qui occupaient 80 personnes, périclitèrent et s'acheminèrent vers une fin inéluctable.
Les descendants de Jean-Baptiste Perrot, Denis Perrot et Jean-François Simonnot, étaient plus des financiers que des maîtres de forges et face au déclin des forges de Gueugnon, ils choisirent de vendre l'usine en 1845 à la société Campionnet et Compagnie qui exploitait déjà l'usine du Verdrat à Mornay, laquelle ferma en 1887.

##### L'ère Campionnet
Il fit sa fortune et celle de Gueugnon en produisant essentiellement du fer blanc dans l'atelier d'étamerie.
Pierre Joseph Campionnet décéda à Gueugnon le 26 février 1888. L'usine, qui occupait 80 salariés à son arrivée, en comptait à sa mort 600 sur les 4 000 habitants de la ville.
Le 29 juin 1890, la société et l'usine lui rendirent un hommage posthume en inaugurant son buste à l'entrée des forges.

##### La grande grève de 1899
À cette époque toute la vie communale tournait autour de l'usine dont le patron dirigeait également la mairie.
Avec François Campionnet, l'usine de Gueugnon augmenta encore sa production, en modifiant sa structure : installation d'une aciérie (four Martin), de laminoirs à chaud pour la production intensive de tôle noire (qui furent utilisés jusqu'en 1976) ; tout en continuant la production de fer blanc en modernisant l'étamerie. L'imprimerie sur métaux compléta le dispositif.
Uniquement préoccupé de la production de son usine, François Campionnet ne vit pas arriver le mécontentement de ses ouvriers. À la suite des grèves du Creusot et du bassin houiller de Blanzy, les ouvriers de Gueugnon déposèrent des revendications et se mirent en grève en juin 1899. Cette lutte peut se décomposer en trois phases :
- 14 au 24 juin 1899 : la fête populaire.
  - 14 juin : arrêt de travail des ouvriers de l'étamerie, puis de ceux de l'aciérie.
  - 15 juin : François Campionnet revient de Paris ; la grève se généralise.
  - 16 juin : une délégation de grévistes présente ses revendications ; Campionnet refuse catégoriquement.
  - 17 juin : arrivée de Braum, dirigeant syndical de Paris.
  - 18 juin : nouvelle tentative des grévistes au domicile de Campionnet : nouveau refus.
  - 19 juin : les grévistes s'organisent. Création d'un syndicat des ouvriers métallurgistes et similaires de Gueugnon avec l'installation du siège des grévistes à l'hôtel de la Marine, chez Bardin.
  - 20 au 21 juin : passage des députés Sarrien, Simyan, Lasang, Zevaès, avec nombreux discours. Le journaliste Maxence Roldes s'installe en ville. Nombreux défilés avec drapeaux, discours nocturnes, tambours et clairons, aux accents de la Marseillaise et de la Carmagnole.
- 25 juin au 5 juillet : l'épreuve de force.
  - 25 juin : les grévistes tentent d'occuper l'usine. Campionnet demande au préfet l'envoi de troupes.
  - 26 juin : manifestation des femmes de grévistes sur la place des forges. Seconde tentative d'occupation de l'usine. Le directeur Chadefaud est séquestré quelques instants. Arrivée du sous-préfet (M. Vitry), d'une compagnie d'infanterie et d'un escadron de chasseurs à cheval qui s'installent aux forges. Une délégation de grévistes, accompagnés du sous-préfet, est reçue par Campionnet qui refuse toute concession. Licenciement de tous les ouvriers qui sont invités à venir toucher leur paie le mercredi 28 juin.
  - 27 juin : tapage nocturne. Campionnet, en tant que maire, demande au sous-préfet de faire évacuer la place des forges ; refus du sous-préfet. Les militaires encadrent des wagons devant convoyer du fer-blanc ; échauffourées avec les grévistes et les femmes.
  - 28 juin : organisation de la paye en présence du sous-préfet : le syndicat donne l'ordre à ses adhérents de refuser de toucher leur paye. Arrivée du préfet à Gueugnon et rencontre avec Campionnet à la mairie (le préfet lui apprend que la grève de Montceau est terminée).
  - 29 juin : nouvelle entrevue du préfet et de Campionnet à l'usine ; impasse totale. Le préfet refuse la protection de la troupe pour le convoi de wagons de l'usine à la gare.
  - Du 29 juin au 6 juillet : situation inchangée et tendue. Nouveau discours du député Simyan. Inquiétude chez la population ; l'argent commence à manquer. Campionnet fait courir des bruits alarmistes (déplacement de son usine plus près de Paris).
- 6 juillet au mois d'octobre : pourrissement de la grève.
  - 6 juillet : une centaine d'ouvriers est réembauchéé ; la troupe protège leur entrée et sortie de l'usine. Campionnet annonce qu'il fera rallumer les feux le 16 juillet.
  - 16 juillet : Le Préfet vient annoncer à Campionnet que les grévistes renoncent à leurs revendications à la condition qu'il n'y ait aucun renvoi : refus de Campionnet qui exige le renvoi d'une trentaine de meneurs.
  - 17 juillet : les feux sont rallumés et une partie de l'usine reprend son fonctionnement. Nouvelles réembauches ; Campionnet fait appel à de la main-d’œuvre recrutée à Marseille.
  - 22 juillet : arrivée de 10 ouvriers italiens.
  - 24 juillet : le préfet annonce le retrait des troupes si Campionnet persiste à embaucher des étrangers.
  - 29 juillet : Relève des troupes présentes par un autre escadron et une nouvelle compagnie d'infanterie. Embauche de nombreux ouvriers (anciens grévistes) venant du Bourbonnais.
  - 15 août. Arrivée de 20 Italiens en gare de Gueugnon. Dans le même train, présence de Maxence Roldes et de plusieurs syndicalistes ; les gendarmes évitent les violences.
  - Seconde quinzaine d'août : Les deux frères Campionnet sont pris à partie par des grévistes ; Simon Campionnet se protège avec son révolver. Le lendemain, une plainte est déposée par les grévistes.
  - 2 septembre : Le tribunal de Charolles condamne François Campionnet à 15 jours de prison et 200 F d'amende, son frère Simon à 8 jours de prison et 100 F d'amende.
  - fin septembre : un arrêté de la préfecture suspend François Campionnet de ses fonctions de maire pour un mois. Démission du préfet. Seconde grève au Creusot.

##### L'héritage Campionnet
En 1921, Pierre Campionnet décéda subitement. C'est sa veuve, Philiberte de la Boissière, qui le remplaça en commandite simple. La société fut alors transformée en Société anonyme dénommée « Société anonyme des Forges de Gueugnon, Établissements Campionnet » le 4 février 1921. Le conseil d'administration confia la présidence à M. Hubert Aulois, cousin de Pierre Campionnet. L'entreprise comptait alors 1 500 employés[réf. nécessaire].
Le nouveau gérant poursuivit le développement entrepris par ses prédécesseurs. L'usine produisait désormais totalement son acier. En 1917, une centrale thermique fut installée, comprenant six chaudières alimentées par six trémies et une cheminée de 70 mètres. Depuis 1922, la centrale de l'usine distribue la lumière électrique et la force motrice à la ville de Gueugnon. Une nouvelle centrale électrique de 10 000 kW fut construite pour alimenter l'usine et la ville de Gueugnon[réf. nécessaire].
À cette époque, grâce à ses transformations et ses perfectionnements, la Société des forges de Gueugnon devint l'une des aciéries les plus réputées de France. La production de l'usine atteignait en moyenne 50 000 tonnes de produits par an[réf. nécessaire]. Cette production comprenait la tôle noire pour articles de fumisterie et emballages métallurgiques, la tôle décapée pour emboutissage d'articles de ménage étamés, émaillés et galvanisés, la tôle polie pour carrosserie d'automobiles, le fer-blanc, les tôles plombées et galvanisées.

##### L'époque des Wendel
En 1928, le premier four à normaliser en France fut installé à Gueugnon afin de permettre le traitement de tôles de carrosserie pour emboutissage « extra-profond ». En 1930, les premiers contacts furent pris avec la Société d’électrochimie, d’électrométallurgie et des aciéries électriques d’Ugine, dans le but de se convertir aux traitements et au travail des tôles inoxydables et spéciales.
Les Gueugnonnais, comme l’ensemble des Français, vécurent mal la profonde crise économique qui suivit le krach mondial en 1929. En deux ans, la production régressa.
En 1931, messieurs de Wendel et compagnie assurèrent l’administration des Forges de Gueugnon dont la situation financière, causée par la crise économique mondiale, était difficile.
Les Forges connurent leur lot de grèves comme partout dans le pays durant les années 1930. En 1936, la victoire électorale du Front populaire suscita un immense élan à Gueugnon. Les travailleurs prirent conscience de leur force et exprimèrent des revendications salariales. Le syndicat des Forges interdit et dissout, après les grandes grèves du début du siècle, par monsieur Campionnet, fut ressuscité avec le soutien du maire Jean Laville. Ce socialiste admirateur de Jaurès n’était autre que celui qui avait pris la tête de la ville face à la famille Campionnet qui la dirigeait depuis de près de 70 ans. Il compta parmi les ouvriers licenciés par les Campionnet à la suite de la grève de 1899.

##### Les Forges dans la guerre
Au moment où les Allemands entrèrent dans Gueugnon, la production venait d'être arrêtée quelques heures auparavant. Les Forges furent placées sous le joug allemand mais contrairement, aux autres usines métallurgiques de la région (Le Creusot, Imphy, etc.) qui furent totalement annexées par les forces allemandes, celles-ci constituèrent un cas particulier. En effet, l’entreprise dépendait de l’administration de Pétain et resta placée sous la responsabilité de son propriétaire, Wendel alors que les autres usines du groupe Wendel et compagnie, situées dans la zone interdite du Nord et de l'Est de la France furent pratiquement confisquées.[réf. nécessaire]

##### Les années du changement
À l’automne 1949 et au printemps 1950, les salariés s’engagèrent dans de nouveaux arrêts de travail afin d’obtenir une amélioration du pouvoir d’achat. Ce nouveau conflit ne s'envenima : Wendel eut même recours aux CRS afin de faire évacuer l’usine occupée et licencia les principaux dirigeants syndicaux.
Le duo Douheret-Michoulier, en place à la direction de l’usine depuis les années 1930, fut remplacé par Marcel Clerget et une nouvelle équipe fut mise en place afin de promouvoir une autre orientation. L’usine se spécialisa alors dans les aciers au silicium et les aciers inoxydables laminés à froid (ce qui devint par la suite sa grande spécialité).
1950 est aussi l’année de la création de la marque Uginox. D’autre part, les Forges prirent une importante participation dans Sollac (Société lorraine de laminage continu).
En 1955, un important programme d’installations en laminage à froid fut lancé avec l’acquisition du premier laminoir réversible à froid Sendzimir (du nom de l’ingénieur polono-américain qui l’a mis au point) pour traiter les bobines d’acier inoxydables. L’approvisionnement en matière première était alors assuré par Ugine, qui coulait les lingots d’acier à Moûtiers (Savoie), ceux-ci étant transformés en bobines à chaud par Sollac, avant d’arriver à Gueugnon.
En 1956, Marcel Clerget s’adjoignit un ingénieur, René Favier dont le rôle fut déterminant dans le choix des futures installations. Il devint directeur général adjoint en 1963.
C’est au cours de l’année 1962, que la première ligne européenne de recuit brillant en bandes larges fut installée à Gueugnon. Deux autres lignes suivirent rapidement.

##### L'âge d’or et la domination mondiale des Forges
Pendant vingt ans, les Forges se transformèrent en se dotant d’outils toujours plus sophistiqués qui leur conférèrent une place prépondérante parmi les producteurs mondiaux d’inox et de produits plats, devenant même no 1 mondial de l’acier inoxydable. L’usine embaucha à tout va et des milliers d’emplois induits furent créés dans les entreprises de sous-traitance qui gravitaient autour de l’usine de Gueugnon mais également dans les entreprises du bâtiment et de l’artisanat local. Les Forges atteignirent 3 750 salariés au début des années 1960.
Cet âge d’or dura jusqu’au milieu des années 1970. Seules les fameuses grèves de la fin 1967 et de début 1968 (avec comme point d’orgue le mois de mai) vinrent troubler cette période prospère en permettant une considérable amélioration du niveau de vie du personnel. En effet, alors qu'avant 1968, le pouvoir d’achat des Forgerons était à la traîne, après ces évènements et dans les années qui suivirent, le personnel des Forges obtint les meilleures rémunérations du département, voire de toute la sidérurgie française, pour le grand bien de l’économie régionale.

##### Les Forges: de la crise…
En 1973, par l’intermédiaire de la société Sollac, les Forges de Gueugnon prirent une participation dans le complexe sidérurgique de Solmer à Fos-sur-Mer (Bouches-du-Rhône). Ce dernier approvisionna alors par trains l’usine de Gueugnon en demi-produits.
Les Forges envisagèrent de saturer à 300 000 tonnes de capacité l’usine actuelle et d’installer une seconde usine sur le site aménagé de Chazey, à la sortie sud de la ville, d’une capacité de 100 000 tonnes d’acier inoxydable. Mais le choc pétrolier de 1973 fit ajourner le projet.
En 1975, la mise en place du laminoir Sendzimir no 6 fit la fierté de la ville. En effet, il était le plus puissant et le plus moderne jamais construit dans le monde et fit porter la capacité de l’usine de Gueugnon à 300 000 tonnes par an[réf. nécessaire].
En 1977, le gouvernement Barre décida une prise de participation majoritaire de l’État sur l’essentiel de la sidérurgie française, afin de redresser cette industrie de base.
Cependant, face aux succès des résultats de l’usine de Gueugnon, contrairement à la plupart des autres usines sidérurgiques qui connaissaient un début de déclin, les de Wendel furent autorisés à conserver quelques entreprises regroupées au sein d’une holding appelé CGIP, dont les Forges de Gueugnon faisaient partie.
Cette situation porta alors un rude coup aux forges de Gueugnon. L’entreprise se trouvait désormais impliquée dans une politique sidérurgique nationale sans en recevoir les crédits d’aménagement. Rapidement, les Wendel tentèrent de se désengager de la branche sidérurgique. Une grande partie du parc immobilier des Forges, soit près de 1 200 logements, fut vendue. Une énorme part du patrimoine des Forges fut alors abandonnée.
En 1976, une page historique des Forges de Gueugnon se tourna. Le laminage à chaud qui avait marqué pendant plus d’un siècle l’histoire des Forges se termina avec la fermeture des deux dernières lignes employant ce type de production.
En 1980, la filiale « Equipinox », située près du quartier des Gachères et produisant des enjoliveurs et des plats en inox haut de gamme fut fermée. Le personnel, en majorité féminin, fut intégré aux Forges.
En 1983, c’est la filiale « Francémail », située sur la plaine du Vieux-Fresne, qui occupait 250 salariés et fabriquait des baignoires émaillées qui fut mise en vente. Le personnel fut, là encore, intégré aux Forges.

##### …vers une nouvelle destinée
Le 1er janvier 1983, les Forges de Gueugnon furent intégrées à « Ugine Aciers », filiale de Sacilor, et prirent le nom d’ « Ugine Gueugnon SA », société au sein de laquelle la CGIP des Wendel ne détenait plus qu’une minorité d’actions.
En 1984 M. Fievet (nommé chevalier de la Légion d’honneur au titre de son rôle déterminant dans la prédominance de l’usine de Gueugnon au niveau mondial durant ces vingt dernières années) fut remplacé par M. Aussure. M. Fievet aura marqué de façon positive son passage à Gueugnon. Privilégiant une politique sociale respectueuse et reconnaissante du savoir-faire des forgerons de Gueugnon.
De proches collaborateurs de M. Fievet furent alors nommés successivement au poste de responsable du site de Gueugnon : M. Baillet, parti en retraite en juillet 1985 et remplacé par M. Borne. Un an après, celui-ci passa la main à M. Perdu.
Ce dernier prit ses fonctions dans une atmosphère chargée d’électricité. En septembre 1986, se succédèrent des grèves avec occupation des locaux, ballet de CRS, forçage des grilles d’entrée par les cadres dirigeants afin de reprendre possession de l’usine, blocage des lignes de TGV à Montchanin par les salariés. Après plusieurs semaines d’affrontements, un accord fut conclu ne satisfaisant ni la direction ni le personnel.
Le 1er janvier 1987, à la suite d’une fusion d’Usinor et de Sacilor, les deux filiales qui produisaient des aciers spéciaux plats inoxydables, fusionnèrent sous l’appellation « Ugine aciers de Châtillon et de Gueugnon » (UACG). Désormais le groupe nationalisé Usinor-Sacilor englobait la totalité de la sidérurgie française, plus certaines industries de transformation, comme Creusot-Loire. Le PDG de ce groupe était alors M. Francis Mer, celui d’Ugine ACG devint M. Chopin de Janvry à la place de M. Pierre Hugon et le responsable du site, M. Perdu, fut maintenu à son poste. Il fut muté le 1er janvier 1990 et remplacé par M. Chassagnon, ex-responsable du site de Pont-de-Roide (Doubs).
À l’ancienne UGSA, qui comprenait les sites de Gueugnon, de l’Ardoise et de la Défense, la nouvelle société adjoignit les sites de l’ancienne Usinor-Châtillon, à savoir, Isbergues, Pont-de-Roide, Firminy et Saint-Chély-d’Apcher soit au total 5 500 salariés[réf. nécessaire].
Le 1er janvier 1991, Ugine aciers de Châtillon et de Gueugnon devint Ugine SA qui comprend, outre l’ensemble de la branche aciers inox et produits plats spéciaux du groupe, celle des produits long inox : Ugine-Savoie et Imphy SA devinrent alors des filiales d’Ugine SA. Le nouvel ensemble, avec ses autres filiales françaises et étrangères, représentait 12 000 personnes employées et son chiffre d’affaires était d’environ 15 milliards de francs.

##### D’Ugine SA à Arcelor-Mittal
L’introduction progressive de nouvelles technologies et l’amélioration de la qualité des produits engendrèrent une part croissante de travail automatisé et nécessitèrent une formation toujours accrue des salariés. Mais, revers de la médaille, l’effectif en ressortit diminué. Cependant la capacité de production des Forges de Gueugnon ne cessa de s’accroître. Pour preuve, en 1974, Gueugnon produisait entre 180 000 et 200 000 tonnes d’inox par an avec 3 500 salariés, tandis qu’en 1993, avec 1 700 salariés, les Forges produisaient 245 000 à 300 000 tonnes[réf. nécessaire].
D’importantes installations ont donc vu le jour dans la société Ugine SA, notamment sur le site de Gueugnon. Sur le plan de la recherche et de la mise au point de nouvelles technologies sur les aciers, l’avance de la société est certaine et repose sur un savoir-faire d’Ugine remontant aux années 1920, en collaboration avec Gueugnon dans les années 1930, et à l’après-guerre. Ainsi, tout au long des années 1990, une mutation considérable et rapide de l’appareil de production a été effectuée, non seulement à Gueugnon (qui reste la plus puissante unité de laminage à froid d’aciers inoxydables du monde), mais dans tout le pays, faisant la sidérurgie française une des plus modernes du monde et confortant Ugine SA parmi les plus grands et les plus performants groupe sidérurgique mondial. Attirant toutes les convoitises ces dernières années.
En 2002, Ugine SA et ALZ N.V. furent regroupées dans le cadre de la création du groupe Arcelor. Ce rapprochement donna naissance à « d'Ugine & ALZ » (U&A) dans le cadre de la fusion Arbed, Aceralia et Usinor.
Le groupe compte 4 sites de productions : Genk et Charleroi pour la Belgique, et Isbergues et Gueugnon, pour la France.
En 2005, Gueugnon comptait 1 279 salariés et produisait 450 000 tonnes d’aciers par an[réf. nécessaire].
Le 28 janvier 2006, Mittal Steel Company fit une offre publique d'achat hostile sur Arcelor pour 18,6 milliards d'euros alors qu’Arcelor n’avait que 17,6 milliards d'euros de fonds propres[réf. nécessaire]. Fin février 2006, après une hausse d'Arcelor, la capitalisation boursière des deux groupes était presque identique.
La fusion se fit malgré les craintes des marchés boursiers face à l’émergence de ce superpuissant de la sidérurgie. La société issue de cette fusion réunit alors le premier et le deuxième producteur d'acier du monde, Arcelor et Mittal Steel.
Le nouveau groupe Arcelor-Mittal devenait ainsi le numéro un mondial de la sidérurgie, avec 320 000 employés dans plus de 60 pays[réf. nécessaire]. Son chiffre d’affaires passa à 70 milliards de dollars[réf. nécessaire]. Le groupe est dirigé par le milliardaire indien Lakshmi Mittal, cinquième homme le plus riche du monde selon le magazine Forbes en mars 2007.
En mars 2006, M. Jean-Yves Gilet prit la succession de M. Philippe Darmayan à la tête d’Ugine & ALZ rattachée au groupe Arcelor-Mittal.
Au 31 décembre 2006, les forges de Gueugnon comptaient 1 173 salariés[réf. nécessaire].

##### D'ArcelorMittal à Aperam
En décembre 2010, l'usine est intégrée dans la nouvelle branche inox du groupe ArcelorMittal, appelée Aperam. Christophe Carel en devient le directeur.
En septembre 2011, l'effectif demeure toujours en baisse à 940 salariés. La capacité de production est de 340 000 tonnes d'acier par an. La production se concentre sur les bobines d'acier (80 % de la production). Mais au sein du groupe Aperam, Gueugnon est réputée pour son recuit brillant. La direction, souhaitant affirmer cette spécialisation, a investi 48 millions d'euros en 2011 pour remplacer ses deux lignes de premier recuit par une ligne plus performante et plus verte.
Malgré la crise économique mondiale des années 2008 et suivantes qui touche également l'usine (le site n’a pas renoué avec le tonnage enregistré en 2008), un investissement de 48 M € est engagé pour le remplacement de deux lignes de recuit décapage, datant du début des années 1970, devenues trop vétustes. Celles-ci laisseront place en 2012 à une seule ligne, dénommée RD79, plus performante et demandant également moins de main-d’œuvre.
En juin 2012, Frédéric Midy succède à Christophe Carel à la direction du site de Gueugnon, qui est lui-même remplacé par Pedro Bardy en mai 2014.

## Culture locale et patrimoine
Gueugnon dispose[Quand ?] du label Ville fleurie, avec trois fleurs.
La ville est le siège d'une association consacrée à l'histoire et au patrimoine : Les Amis du Dardon, société d’histoire du Sud Morvan-Charolais, créée en 1965, dont l'activité porte sur l'histoire locale, l'archéologie et le patrimoine de l'ouest du département de Saône-et-Loire (des hauteurs du Morvan aux berges de la Loire), et qui publie chaque semestre une revue : Échos du passé (numéro 137 en juin 2024).

### Lieux et monuments

#### PontÉmiland-Gauthey
Dans le cadre des grands travaux d'aménagement du réseau routier qui eurent lieu dans la seconde moitié du XVIIIe siècle, les États de Bourgogne décidèrent le 23 janvier 1782 de créer une liaison routière destinée à relier la Franche-Comté au Bourbonnais. Cette route, portant le numéro 25, devait passer par Lons-le-Saunier, Louhans, Cuisery, Tournus, Saint-Gengoux-le-National, Joncy, Perrecy-les-Forges, Gueugnon, Bourbon-Lancy et rejoindre Moulins.
L'importance économique de cet itinéraire nécessitait la construction d'ouvrages d'art, en particulier la construction d'un pont pour le franchissement de l'Arroux à Gueugnon. Jusqu'alors, en effet, cette rivière ne pouvait être franchie, à Gueugnon, que par un gué.
La réalisation de ce pont fut confiée à l’ingénieur en chef des Ponts-et-Chaussées des États de Bourgogne, Émiland Gauthey, et à l'ingénieur Pierre-Jean Guillemot. Les travaux durèrent entre 1784 et 1787.
Le pont de Gueugnon est quasi unique en son genre. D'une longueur de 60,87 mètres et d'une largeur de 7,10 mètres entre les faces intérieures des parapets de l'époque, il est établi d'une rive à l'autre avec une pente unique de 1,90 mètre et des arches décroissantes. Il correspond à la moitié d'un pont en dos d'âne. En effet, la différence de niveau entre les deux rives de l'Arroux ne pouvait être effacée en raison des moyens matériels de l'époque, de la nature rocheuse du terrain et de la présence de constructions proches des rives. Seul, le pont de Mazères en Ariège construit entre 1877 et 1879 est disposé comme celui de Gueugnon.
La structure des voûtes en anse de panier par caissons, déjà employée par Émiland Gauthey au pont de Navilly sur le Doubs, a été utilisé à Gueugnon (21 caissons par arche); mais en raison de la décroissance des arches, les carriers de Clessy durent préparer des blocs de pierre et les ouvriers tailler des voussoirs différents pour chacune des cinq arches surbaissées, comme pour cinq ponts distincts.
Les pyramides à base ogivale qui ornent les piles du pont de Gueugnon composent un très simple et excellent motif de décoration.
Des ponts construits par Émiland Gauthey, seul celui de Gueugnon possède des murs en aile présentant une courbure concave très favorable à l'écoulement des eaux.
Le pont fait partie des ponts construits au XVIIIe siècle, qui sont, en général, de très bonne qualité tant au point de vue de leur conception architecturale qu'au point de vue de leur mise en œuvre. Malheureusement les fondations ont été faites par l'emploi de caissons échoués sur des pieux, à une profondeur de 0,60 mètre en dessous des basses-eaux, ce type de technique, peu perfectionné à l'époque et mal-connu, a amené des dégradations au niveau des fondations et les réparations ont nui à la qualité esthétique originelle de l'ouvrage.
En 1961 et en 1979, les fondations des piles ont subi des réfections par injections de laitance, protection métallique et bétonnage qui créent un effet disgracieux en période de basses eaux. D'autres réfections sont intervenues dans les années suivantes tel que des travaux de consolidation, rénovation et équipement. Ces travaux réalisés dans le but de sauver l'essentiel de ce pont ont toutefois abîmé l'équilibre d'un ensemble, dont le classement au titre des Monuments Historiques permettait de lui redonner un aspect plus conforme à celui d'origine.
Malgré le poids des ans, le pont demeure le principal trait d'union entre les deux parties de la ville (même si un deuxième pont fut construit en 1984 à la place de l'ancien pont du chemin de fer sur l'Arroux) et reste robuste et solide en supportant un trafic de 12 000 véhicules par jour et le passage de tous les convois exceptionnels transitant par le centre ville de Gueugnon (dont le plus lourd emprunta le pont en 1981 avec ses 236 tonnes sans aucun dommage).

#### Église Saint-Maurice
L'ancienne église de Gueugnon, détruite en 1870, avait été construite au XIe siècle dans un style roman brionnais. Orientée vers l'Est, elle occupait l'emplacement du transept de l'actuelle église. Son clocher, selon la description par le curé Chaumette vers 1870, était à six pans avec colonnettes aux ouvertures, l'abside avait disparu et à son emplacement se trouvait la sacristie, la nef était pavé de carreaux en terre cuite mais on y voyait un certain nombre de grandes dalles servant de tombes avec inscription (104 personnes furent inhumées dans l’église à partir de 1688 dont le marquis de La Tour Maubourg en 1764), le transept et le chœur avaient des voûtes en plein-cintre maçonnées, la tour du clocher s'élevait au centre du transept, enfin nef et transept avaient une superficie de 200 mètres carrés et l'église pouvait contenir 400 personnes[réf. nécessaire].
Les pourparlers concernant le remplacement de l'ancienne église de Gueugnon, qui menaçait ruine et dont les dimensions étaient devenues insuffisantes face à l'augmentation rapide de la population, furent portés en 1863 devant le conseil municipal par une proposition du comte de Chargères. Les terrains que ce dernier proposait de donner permettaient de remodeler le quartier de l'église. En 1867, l'affaire traîna en longueur car l’évêché d'Autun souleva l'objection que l'inondation de l'Arroux de 1856 a atteint l'emplacement prévu. Après discussions avec le maire de Gueugnon, Pierre Campionnet, une nouvelle convention fut passée fin 1868 avec la comtesse de Chargères, devenue veuve, qui cédait son jardin dit de la terrasse. L'église fut donc construite en 1869-1870 à la place de l'ancienne mais orientée différemment.
Cette église dispose d'un orgue, construit en 1898 par le facteur lorrain Didier Van Caster. Celui-ci fut d'abord installé dans le chœur avant d'être déplacé en 1926 vers l'entrée principale, sur une tribune construite à cet effet. Pendant un demi-siècle, de 1951 à 2001, cet instrument eut pour titulaire André Alsunard, élève de l'organiste André Marchal.

#### Château d'Essanlez
Le fief d'Essanlez est connu en 1379 par le mariage de Bertrand d'Essanlez, dont les armes comportent un sanglier (sanlez ou sanliez en patois morvandeau), avec Jeannette de Crosat de Bourbon-Lancy. En 1465, leur petite-fille Louise d'Essanlez, dame d'Essanlez et de l'Abergement, l'apporte en dot à son époux Anthoine de Montmorilon, écuyer.
En 1603, le titre est porté par Jehan de Montmorillon, chevalier, baron de Villers et d'Essanlez, arrière-petit-fils d'Anthoine de Montmorillon.
L'inventaire de 1617 qui figure au terrier (ancêtre du cadastre établi par les seigneurs tous les dix ans) de Lucenier est établi au château d'Essanlez et est signé par Anthoine de Montmorillon (deuxième du nom) écuyer, seigneur d'Essanlez, Toux, la Roche, Montaguet, Rochefort et Lucenier.
En 1683, ces fiefs sont repris par Claude Palatin de Dyo, comte de Montmort et échoient par héritage à Antoine de Busseuil.
Jean Hector de Fay de La Tour-Maubourg, baron des Essanlés, possède le château en 1718 (bien qu'il n'y réside pas). Il crée la Forge de Villefaye entre 1721-1724.
En 1764, son petit-fils Augustin-Jean-Louis Duprat, comte de Barbancon, hérite de ses propriétés de Gueugnon. Il vendra, en 1788, à Jean-Baptiste Perrot, secrétaire du roi et négociant à Chalon-sur-Saône, les terres, domaines et seigneuries de Clessy, Vendenesse-sur-Arroux, Essanlés, Rochefort, Villefaye. Sa famille exploitera la Forge jusqu'à l'arrivée de la famille Campionnet en 1845.
Un plan de Gueugnon, vers 1786, nous donne la disposition de château d'Essanlés : cinq tours délimitant un pentagone entouré de fossés et occupé par un corps de logis en L.
Le château d'Essanlés a été démoli sous la Révolution française et aujourd'hui les ruines ont à présent disparu.

#### Château du Breuil
Un premier château fut construit au lieu-dit le Breuil à la fin du XVe siècle. Il se composait d'un donjon entouré de 13 tours, dont une seule subsiste aujourd'hui en colombier. Il était ceint d'un profond fossé enjambé par un pont-levis. Bien qu'encore moyenâgeux dans son aspect général, il abritait un corps de logis résidentiel influencé par la Renaissance.
Il fut acquis en 1530 par la famille de Chargères, branche du Morvan, à la famille de Brosses qui habitait un château du même nom aux environs de Digoin
En 1616, un incendie détruisit le donjon et le château fut reconstruit dans son état actuel.
En 1677, le terrier du Breuil précise que la baronnie du Breuil possédait des vignes sur le coteau de l'Arroux à proximité du château.
Vendu par autorité de justice au début du XIXe siècle à un marchand de biens, il fut racheté par la famille Casimir Perrier qui le revendit peu après à la famille de Valence.
En 1830, les de Chargères, qui avaient une propriété à Mondemot près de Vendenesse-sur-Arroux, en firent l'échange avec les de Valence. C'est ainsi que le château du Breuil retourna à ses anciens propriétaires.
Lors de son importante restauration de 1930, le château du Breuil servait de grenier à grains et ses fenêtres étaient obstruées par des galandages.
Le comte Bernard de Chargères et sa famille y réside aujourd'hui.

#### Château des Presles
De l'ancien château appartenant à la famille de Valence, dont le dernier propriétaire fut Alain de Valence, il n'existe plus rien. En effet, il a été entièrement incendié, à la fin du XIXe siècle ou au début du XXe siècle, par un valet de chambre qui, congédié, avait voulu se venger.
Plus tard, l'emplacement fut racheté par la famille Campionnet qui y fit édifier l'actuel château.

#### Autres équipements de la ville d'hier et d’aujourd'hui
- Abattoir

Construit à partir de 1910, il fut inauguré en décembre 1913 et fermé en septembre 1985. Il se situait à la sortie sud de la ville, route de Rigny-sur-Arroux.
- Adduction d’eau

Mise en place en 1934 sur un premier lot, elle a été développée par tranches jusqu’à la guerre et reprit avec l’extension de la ville des années 1950 à 1970.
- Châteaux d'eau

Le tout premier château d'eau se trouve toujours aux abords du parking Intermarché, là où se trouvaient autrefois des jardins et notamment le jardin paysager du château de la Fourrier. Le château d’eau servait à les arroser. Contrairement à la croyance locale, celui-ci n’a pu avoir vocation de pigeonnier, car il n’y avait pas de petits trous pour accueillir des pigeons. Le second fut construit au milieu des années 1950 à l’époque où le ruisseau de Valette était détourné du quartier des Marnays pour le longer du futur boulevard Jean Mermoz. Sa construction répond alors à de nouveaux besoins : les Forges embauchent massivement, le quartier des Gachères s’étend et, avec lui, le réseau d’eau. Il était un réservoir d’équilibre, pour redonner une pression qui manquait à la distribution d'eau. La mise en place d’un système de pompe plus puissant et surtout la création d’un autre château d’eau – plus conséquent – à la Couche-au-Chevalier, auront raison de son fonctionnement, au début des années soixante-dix. Il fut détruit en mai 2012 lors du réaménagement du boulevard lors de l'installation du nouveau collège.
- Cimetière

Autrefois, il était près de l’ancienne église. Il fut transféré en 1865-1866 sur la partie de la place de la Jonchère (actuelle place De Gaulle) où se trouvent aujourd’hui le foyer municipal, l’école de musique et la sécurité sociale. À cause de son exiguïté et de la proximité du ruisseau du Burot (ou Beurot ou de Valette), qui fut détourné plus tard, il fallut chercher un lieu plus sain, ce qui prit plusieurs années. Ainsi, en 1901, fut ouvert celui de Montariange (petite colline au sud-ouest de la ville, route de Bourbon-Lancy), agrandi plusieurs fois depuis.
- Eaux usées

Les égouts de la ville furent commencés en 1937. Ils furent, comme les canalisations d'eau potable, étendus sur toute la ville au fur et à mesure de l'extension du bâti urbain des années 1950 aux années 1970. Une station d’épuration moderne, situé au sud de la ville, route de Rigny-sur-Arroux, a été mise en service en 1995-1996.
- Électricité

En 1892, une compagnie fit la proposition en mairie d’éclairer les rues et les maisons à l’électricité. On refusa parce que la commune avait un contrat avec le gaz. En 1923, l’éclairage public devint électrique. En 1928, les premières installations électriques pour les particuliers virent enfin le jour. Mais c’est entre 1934 et 1937, que la totalité de la ville fut raccordée.
- Feux tricolores

Les premiers furent installés en 1975 au croisement de la rue du 8 mai et de la route de Bourbon-Lancy (ils n’existent plus aujourd’hui, remplacées par le rond-point Éric-Tabarly).
- Gaz

Il fit son apparition dans la ville en 1880 puis en 1887 à l’ancienne mairie puis en 1906 dans la nouvelle.
- Goudronnage des rues

Commencé à partir de 1927.
- Horloge

La première fut installée en 1862 sur le fronton de l’ancienne mairie-école. Une seconde suivit en 1930 sur le clocher de l’église.
- Informatique

Les premières informatisations de certains services municipaux fonctionnent dès 1983. En 2005, la ville de Gueugnon devient « Ville Internet » avec ses 4 @ grâce à ses installations innovantes et leurs sensibilisation auprès du public.
- Monument aux morts

Il fut érigé en 1922 au centre de la place de la Jonchère (actuelle place De Gaulle).
- Passerelle

Construite en 1937-1938 pour faciliter l’accès du stade Jean-Laville depuis la place du l’église. Détruite en raison de sa vétusté, elle a été reconstruite à la fin des années 1990. Une réhabilitation a été réalisée en 2012 afin de procéder au changement du revêtement qui s'est avéré défectueux et d'assurer l'accès de la passerelle aux personnes à mobilité réduite.
- Pont du chemin de fer

Transformé en pont routier à une voie en 1969 et agrandi à deux voies en 1984.
- Port

Arrêt du trafic en 1977. Il fut remblayé intégralement et aujourd’hui s’élèvent, sur son emplacement, une résidence pour personnes âgées, un parc et des habitations. Seule subsiste la maison de l’éclusier qui était chargé de l’écluse no 1 sur la rigole de l’Arroux qui reliait le canal du Centre à Neuzy, près de Digoin.
- Quais de l’Arroux

Anciennement appelés quais des battus (lavoirs) et aujourd’hui nommé quai de l’Europe, l’aménagement et la consolidation des berges ont débuté en 1964 et ont duré plus de 10 ans.
- Détournement du ruisseau du Burot (ou Beurot ou de Valette)

Le ruisseau traversait auparavant le quartier des Gachères et des Marnays, la place de la jonchère (actuelle place De Gaulle) puis la place de l’église avant de se jeter dans l’Arroux. Devenu gênant autant pour les riverains que pour les usagers de la route (sans compter l’unique accès à l’église par un petit pont, enjambant le ruisseau, devenu trop petit et vétuste), le détournement du ruisseau fut en projet 1936 mais ne se fit qu’en 1954-1955. Aujourd’hui le ruisseau bifurque juste avant le quartier des Gachères, longe le collège Jorge Semprún avant de se jeter dans l’Arroux, plus au sud que son tracé originel.
- Téléphone

La toute première installation date de 1900 mais le téléphone ne fut installé à la mairie qu’en 1930. Les premières cabines furent installées en 1934.

### Équipements culturels

#### La Foch
Fondée en juillet 1920, la Foch est la première association multisports mais aussi multi activités (football, gymnastique, fanfare, etc.). Le maréchal Foch en avait accepté la haute présidence par lettre-autographie, ce qui explique son patronyme. Le fondateur fut le marquis de Chargères qui fournit salles, terrains et tout le nécessaire pour l’association.

#### L'Archéosite municipal
Installé en 1988, il conserve et montre « in situ » sous des structures de verre, quelques-unes des installations gallo-romaines exhumées lors des fouilles du Vieux-Fresne (dont plusieurs fours de potiers).

#### Bibliothèque
Elle est ouverte depuis le 8 novembre 1986, après s'être installée dans le château d'Aux, édifice qui fut bâti en 1867 à l'initiative de Charles de Chargères (1827-1867) par l'architecte J.-E. Giroud (ce bâtiment ayant été acquis par la ville en 1982).
Le parc adjacent est ponctué de nombreuses sculptures monumentales faites d'acier inoxydable, rappel de l'un des éléments phares de l'identité de Gueugnon.

#### Musée du Patrimoine gueugnonnais
À l'origine Centre de Découverte du Milieu, ce musée d'histoire locale situé au lieu-dit Chazey a pris son nom actuel en 2004. Il a été créé à l'initiative de la municipalité en partenariat avec trois associations locales (Patrimoines et Mémoires Gueugnonnais, Minéraux et Fossiles du Val d’Arroux et les Amis du Dardon). Le site offre une approche géologique avec panneaux et vitrines de fossiles et minéraux locaux, un volet archéologique avec le site du Vieux-Fresne, le plus important centre de production de céramiques de Bourgogne à l'époque gallo-romaine (collections et maquette représentant l'atelier de potiers) ainsi que l'histoire des Forges de Gueugnon, de leur création (1724) à nos jours.

#### Musée du Plein Air
Exposition permanente de sculptures monumentales en acier inoxydable, implantées dans le parc du château d'Aux.

#### Cinéma «Le Danton»
En 1928, des séances de cinéma scolaires furent instituées à l’ancienne école de garçons (avec des séances pour adultes le mercredi soir) puis, en 1933, à l’école de filles. Parallèlement existait un cinéma ambulant. En 1937, un cinéma fut construit afin de remplacer ce dernier. L’emplacement, qui se trouve non loin de l’école Jean-Macé (ancienne école de garçons) est toujours l’emplacement de l’actuel cinéma « Le Danton ». En 2007, le cinéma a été totalement rénové avec notamment un hall d’entrée plus spacieux.
Le cinéma « Le Danton » de Gueugnon fait partie des Cinémas Panacéa (gérés par l'association Panacéa) qui comptent 3 autres cinémas : le cinéma « Le Majestic » de Digoin et, depuis février 2022, les cinémas Les Plessis de Montceau-les-Mines et Le Morvan du Creusot (qui appartenaient à Pathé-Gaumont) depuis que Régis Faure, gérant du cinéma Le Majestic à Digoin et président de Panacéa, est devenu leur nouveau propriétaire,.

#### Foyer municipal
Construit sur l'emplacement de l'ancien cimetière sur la place de la jonchère (actuelle place De Gaulle), il a ouvert en 1934. Il s'est agrandi en 1967 et en 1990 (avec rénovation extérieur et intérieure).

#### Hall des expositions
Ancienne usine de biscuits puis Equip’Inox, entreprise filiale des Forges de Gueugnon, les locaux furent achetés et remis en état par l’AMEICAG (association municipale pour l’expansion industrielle, commerciale, agricole, et avicole de Gueugnon). Des expositions et manifestations variées s’y déroulent depuis 1992.

#### Maison de pays
Aménagée en 1990 à l'instigation du SIVOM (syndicat intercommunal à vocations multiples), issue de la volonté des élus de dynamiser le canton sur les plans économique, culturel et touristique.

### Personnalités liées à la commune
- Jean Hector de Fay de La Tour-Maubourg (1678-1764), militaire et Maître de forges, maréchal de France. Il est à l'origine des forges de Gueugnon.
- Émiland Gauthey (1732-1806), ingénieur civil et architecte. Il est le concepteur du pont sur l'Arroux de Gueugnon.
- Paul Faure (1878-1960), homme politique, conseiller général du canton de Gueugnon.
- Jean Laville (1880-1938), homme politique, maire de Gueugnon, conseiller général du canton et député de la deuxième circonscription de Saône-et-Loire jusqu'à sa mort.
- Gabriel Chevallier (1895-1969), écrivain. Adolescent, il venait souvent en vacances chez sa grand-mère et sa grand-tante, au 35 rue de la Liberté[89].
- Gaël Brustier (1978), collaborateur politique, essayiste et politologue, a passé son enfance à Gueugnon[90].

### Héraldique
Blasonnement : écartelé, aux 1 et 4 d'or à un arbre de sinople, aux 2 et 3 de sinople à une devise d'argent ; sur le tout d'azur au lion rampant d'or. Timbre : une couronne de marquis. Support : deux lions" (Précisions qu'en héraldique, sinople signifie vert, or désigne le jaune et argent le blanc) 
 Gueugnon n'a jamais eu d'armoiries reconnues, c'est-à-dire déclarées et enregistrées à la Chancellerie. Les recherches héraldiques qui ont été faites à ce sujet laissent penser que ces armoiries sont celles du marquis de Barthelas, qui posséda des terres à Gueugnon et sa région durant le XVIIIe siècle.